# Chaîne Transantarctique
Vous lisez un « article de qualité » labellisé en 2020.
La chaîne Transantarctique, ou monts Transantarctiques, est une longue chaîne de montagnes située en Antarctique. Elle traverse une grande partie du continent, de la terre Victoria à la mer de Weddell, en séparant sa partie orientale d'une part de sa partie occidentale et de la côte ouest de la mer de Ross d'autre part. Elle est entrecoupée par de nombreux glaciers alimentés par l'inlandsis Est-Antarctique et s'épanchant depuis le plateau Antarctique. Elle culmine à 4 528 mètres d'altitude au mont Kirkpatrick et possède vingt sommets d'au moins 4 000 mètres d'altitude. Malgré le climat polaire qui y règne, la glace n'y est pas partout présente, à l'instar des vallées sèches de McMurdo où les précipitations sont rares et l'évaporation intense en été, même si des cours d'eau intermittents issus de la fonte des glaciers parviennent brièvement à se former ; en hiver il fait généralement trop froid pour que la neige puisse tomber, en particulier au sud et à haute altitude, où elle s'accumule essentiellement sous l'effet du vent. Ces conditions expliquent que la vie soit rare dans la chaîne et concentrée pour l'essentiel sur la côte de la mer de Ross où vivent des phoques et des oiseaux, notamment des manchots. Formée au Cambrien, la chaîne est l'une des plus anciennes sur Terre et résulte d'une association entre rift et subduction avec alternance de volcanisme, de métamorphisme et d'érosion–sédimentation. Le relief actuel est dû à une surrection atteignant son paroxysme à l'Éocène, mais dont l'origine est encore mal comprise.
Après sa découverte en 1841 par James Clark Ross depuis la mer, la chaîne Transantarctique constitue au début du XXe siècle un obstacle pour les explorateurs de l'âge héroïque, à l'instar de Robert Falcon Scott, Ernest Shackleton et Roald Amundsen, qui cherchent tour à tour à rallier le pôle Sud, d'abord magnétique puis géographique, finalement atteints en 1909 et en 1911. Les expéditions qu'ils mènent réalisent en parallèle les premières représentations cartographiques et études de la chaîne. À partir de 1928, avec Richard Byrd, les Américains s'intéressent au continent avec des moyens qui s'accroissent jusqu'au sortir de la Seconde Guerre mondiale, notamment des avions et des moyens de communication longue distance. La connaissance de la chaîne se fait plus précise, la cartographie est progressivement complétée et les recherches scientifiques se multiplient. En prévision de l'année géophysique internationale en 1957-1958, des bases sont construites, notamment sur l'île de Ross. La Nouvelle-Zélande prend une part importante dans l'exploration de la chaîne. Des sommets importants sont gravis à partir des années 1960. Toutefois, les moyens sont surtout mis dans les travaux scientifiques et la chaîne Transantarctique demeure difficile d'accès, tant par voie maritime qu'aérienne, si bien que l'alpinisme reste très peu développé et l'environnement globalement préservé, avec l'existence d'une zone gérée spéciale dans les vallées sèches de McMurdo et d'une vingtaine de zones spécialement protégées. En outre, des sites et monuments historiques préservent la mémoire de l'exploration à travers la chaîne.

## Toponymie

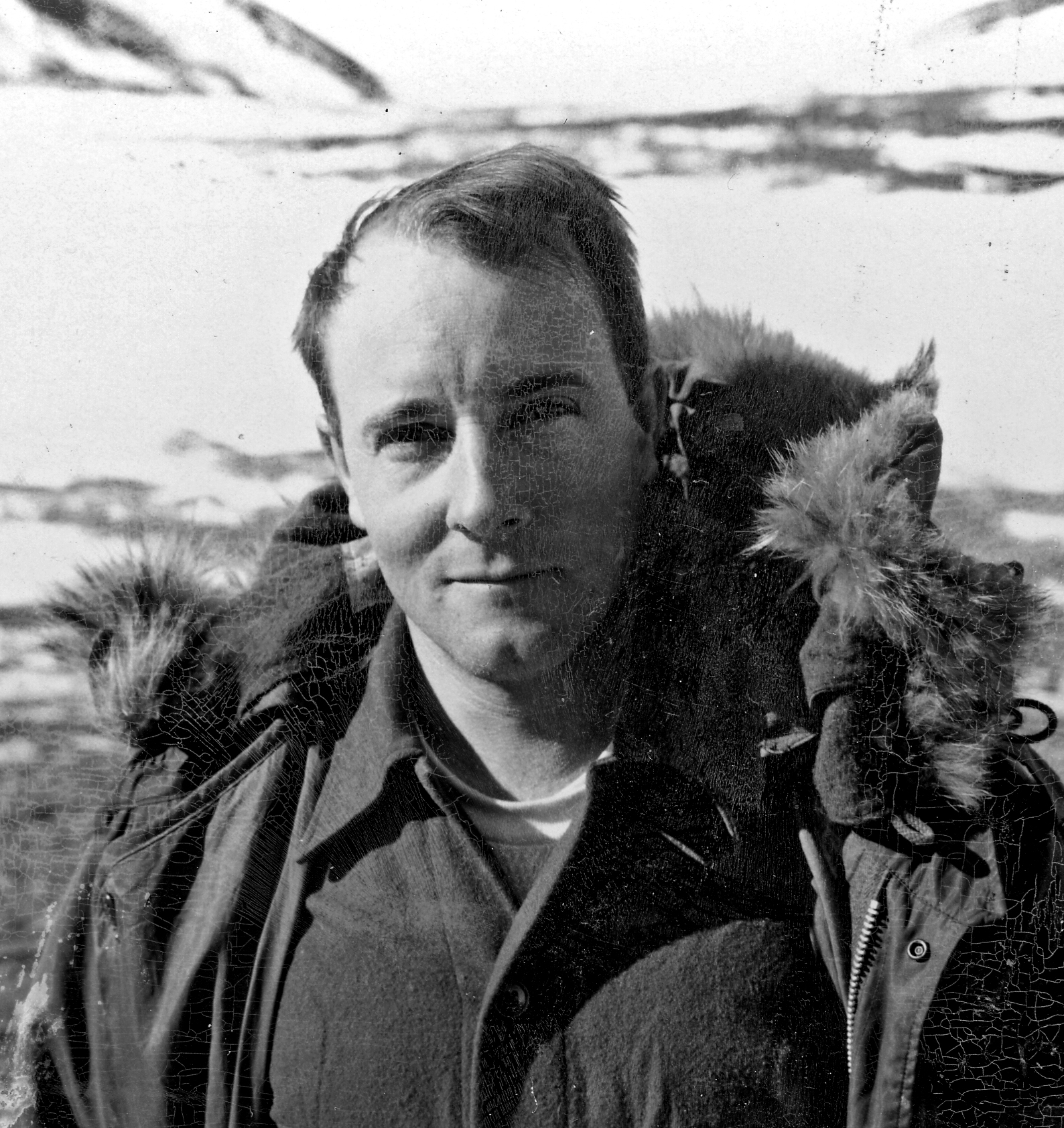
Portrait photographique pris en 1958 de Warren B. Hamilton en Antarctique.

Le nom « chaîne Transantarctique » (en anglais : Transantarctic Mountains) est employé pour la première fois en 1960 par le géologue Warren B. Hamilton. Il est recommandé en 1962 par l'Advisory Committee on Antarctic Names, une administration américaine pour les noms géographiques. Cette appellation purement descriptive, en contraste avec beaucoup d'autres noms géographiques du continent, est à présent internationalement acceptée.

## Géographie

### Situation
La chaîne Transantarctique s'étend en forme de sigmoïde, intermédiaire entre un « S » et un S long « ∫ », sur la majeure partie de l'Antarctique de la terre de Oates, à environ 69° 15' de latitude sud en terre Victoria septentrionale, jusqu'à la terre de la Reine-Élisabeth, sur la côte méridionale de la mer de Weddell. Avec une longueur totale d'environ 3 200 kilomètres, c'est l'une des plus longues chaînes de montagnes existantes sur Terre,. Elle longe sur les deux tiers de sa longueur toute la côte occidentale de la mer de Ross, dont la partie méridionale est occupée par la barrière de glace du même nom, et sépare sur le tiers restant l'Antarctique oriental de l'Antarctique occidental. Elle est bordée sur ses versants ouest et sud par le plateau Antarctique et elle approche le pôle Sud à moins de 300 kilomètres, à environ 87° 30' de latitude sud.
Bien qu'elles soient en suspens depuis le traité sur l'Antarctique en 1959, cinq pays ont émis des revendications territoriales sur la chaîne : l'Australie (territoire antarctique australien), la Nouvelle-Zélande (dépendance de Ross), le Chili (territoire chilien de l'Antarctique), le Royaume-Uni (territoire antarctique britannique) et l'Argentine (Antarctique argentin). La partie de la chaîne qui se trouve dans la terre Marie Byrd reste non revendiquée.

### Topographie

#### Géomorphologie

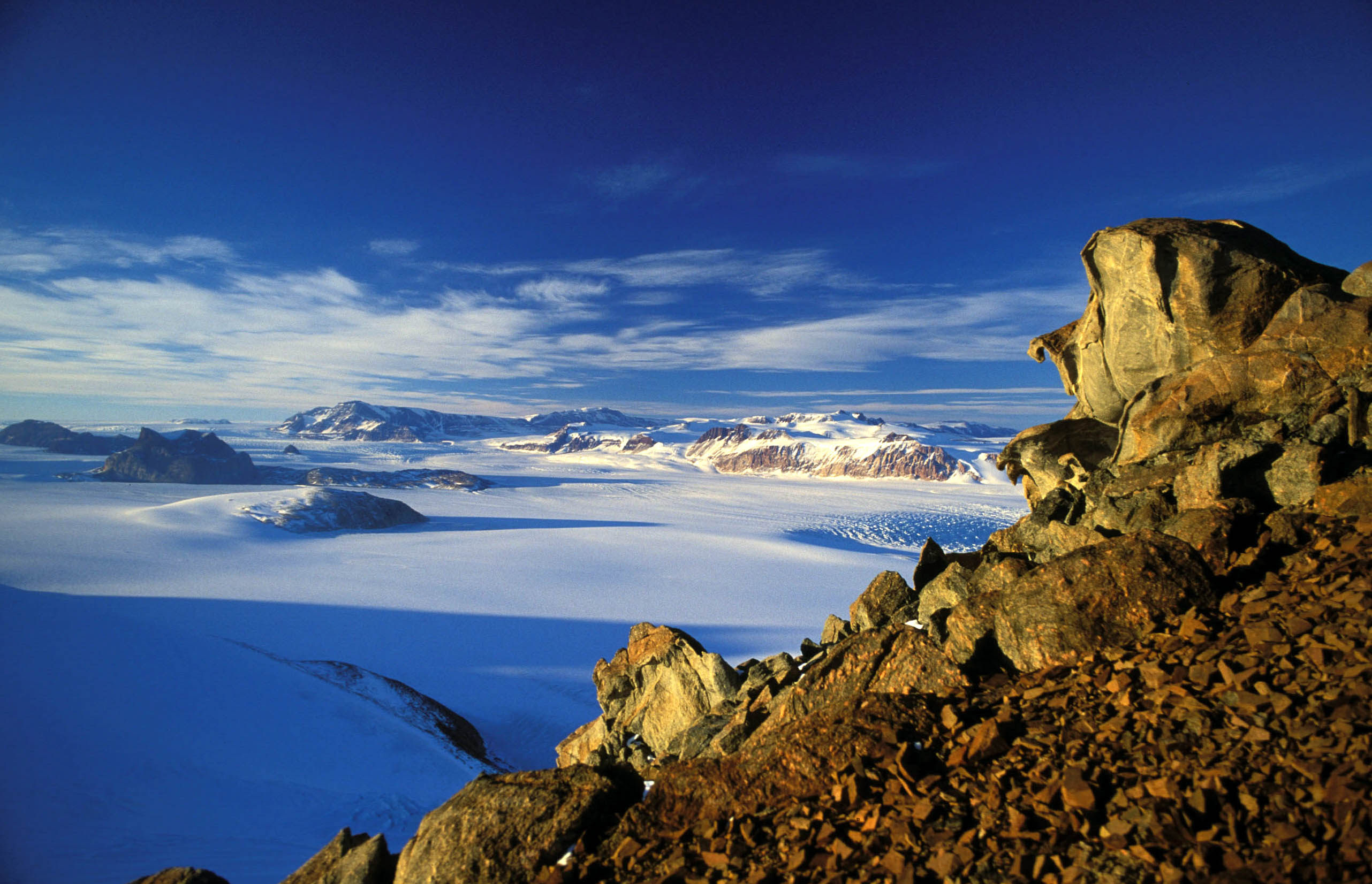
Vue depuis l'extrémité nord-est du chaînon Gonville and Caius vers le chaînon Convoy à l'ouest-nord-ouest avec le glacier Mackay (au centre).

De l'extrémité de la terre Victoria jusqu'au chaînon Wisconsin de la chaîne Horlick, la chaîne Transantarctique forme une barrière continue de 40 à 400 kilomètres de large, le long de la mer de Ross. Sa plus grande largeur se trouve entre la péninsule Adare et la chaîne USARP, en terre Victoria septentrionale. Elle se rétrécit en plusieurs endroits, notamment au niveau de la chaîne du Prince-Albert, de la chaîne Cook et de la chaîne Duncan. Elle est seulement entrecoupée par des glaciers qui s'épanchent depuis l'inlandsis Est-Antarctique vers la mer de Ross. Ainsi, le glacier Priestley sépare la terre Victoria septentrionale de sa partie méridionale, le glacier Byrd sépare cette dernière de la chaîne Transantarctique centrale, le glacier Beardmore sépare cette dernière de la chaîne de la Reine-Maud et le glacier Reedy sépare cette dernière de la chaîne Horlick.

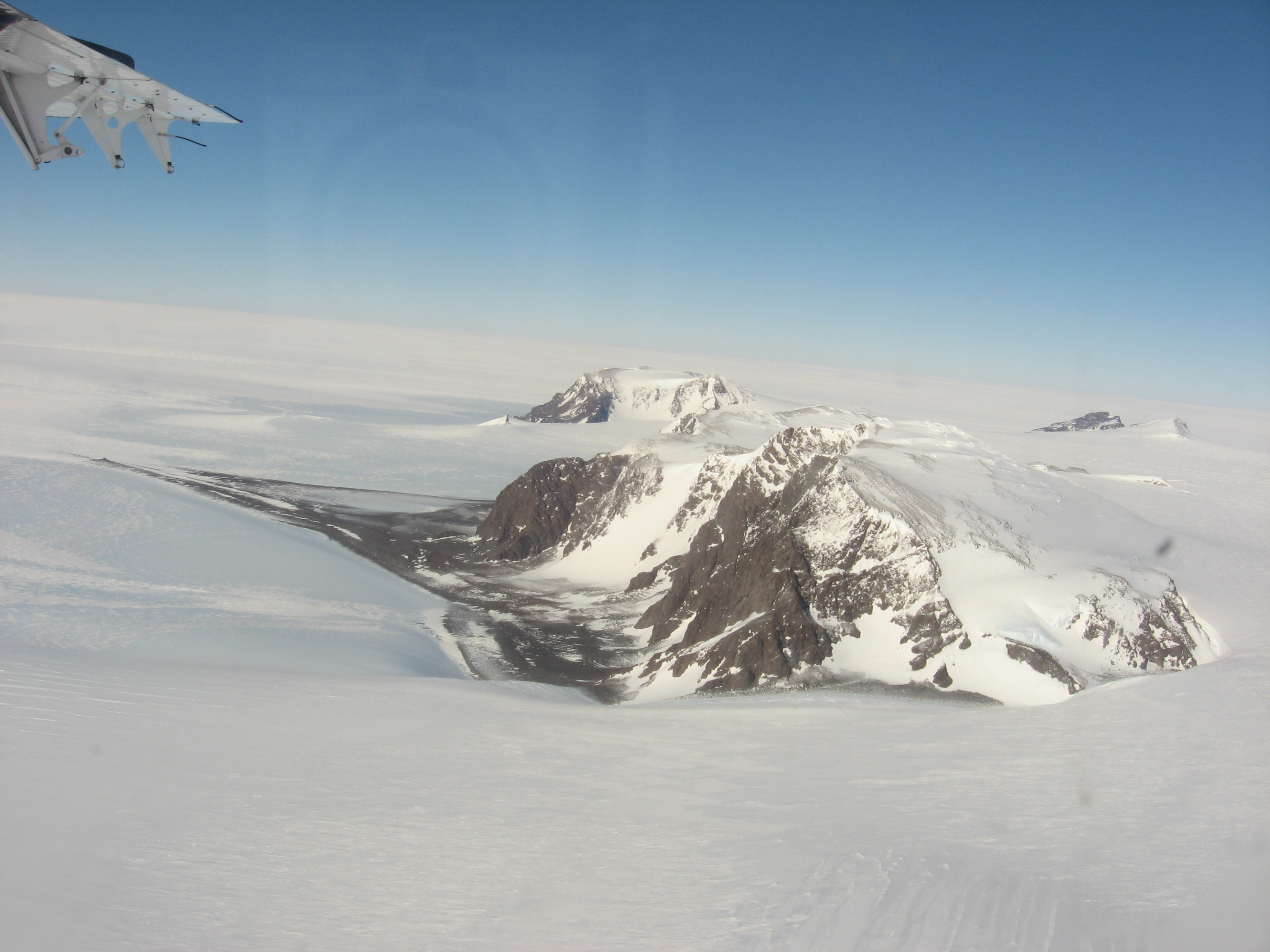
Vue aérienne de la chaîne Thiel, isolée dans l'inlandsis de l'Antarctique.

Au-delà du chaînon Wisconsin, la chaîne Transantarctique est discontinue : la chaîne Horlick se termine par le chaînon Ohio, puis se trouvent la chaîne Thiel, la chaîne Pensacola et le chaînon Argentina. Ces deux derniers sont séparés par le glacier Support Force.
Des sommets dépassent 4 000 mètres dans les quatre plus grands groupes de massifs, de la terre Victoria à la chaîne de la Reine-Maud. Le plus élevé, le mont Kirkpatrick, culmine à 4 528 mètres d'altitude. Au-delà, l'altitude décroît progressivement. De la chaîne Horlick au chaînon Argentina, mais aussi en arrière de la partie principale de la chaîne Transantarctique, de nombreux sommets émergent de l'inlandsis sous la forme de nunataks.

#### Subdivisions
La chaîne Transantarctique est découpée en groupes et en massifs :

Carte topographique de la terre Victoria septentrionale (d'après l'USGS).

Carte topographique de la terre Victoria méridionale (d'après l'USGS).

Carte topographique de la chaîne Transantarctique centrale (d'après l'USGS).

Carte topographique de la chaîne de la Reine-Maud (d'après l'USGS).

Carte topographique de la chaîne Horlick et des montagnes extrême-orientales (d'après l'USGS).

| Subdivision de niveau 1                               | Subdivision de niveau 2             | Subdivision de niveau 3 | Point culminant      | Altitude |
| ----------------------------------------------------- | ----------------------------------- | --- | -------------------- | -------- |
| Terre Victoria septentrionale                         | Chaîne USARP                        | Collines Wilson, chaînon Daniels, pics Emlen, nunataks Outback, collines Helliwell, chaînon Morozumi, nunataks Monument, collines Sequence | Big Brother Bluff    | 2 840 m  |
| Terre Victoria septentrionale                         | Chaîne Bowers                       | Chaînon des Explorateurs, chaînon Posey, chaînon Lanterman, massif Molar | Mont Marwick         | 2 590 m  |
| Terre Victoria septentrionale                         | Chaîne Freyberg                     | Chaînon Alamein, chaînon Salamander, hauteurs Gallipoli | Mont Camelot         | 2 590 m  |
| Terre Victoria septentrionale                         | Chaîne ANARE                        | | Pic Drabek           | 2 090 m  |
| Terre Victoria septentrionale                         | Chaîne Concord                      | Chaînon Everett, chaînon Mirabito, chaînon King, massif Leitch, chaînon Quartzite occidental, chaînon Quartzite oriental | Pic Thomson          | 2 350 m  |
| Terre Victoria septentrionale                         | Chaîne de l'Amirauté                | Hauteurs Robinson, chaînon Homerun, chaînon Lyttleton, chaînon Dunedin, chaînon Dubridge, chaînon McGregor, péninsule Adare, péninsule Hallett | Mont Minto           | 4 163 m  |
| Terre Victoria septentrionale                         | Chaîne Victory                      | Chaînon Millen, chaînon des Cartographes, chaînon Barker, pics Lawrence, péninsule Daniell, île Coulman | Mont Riddolls        | 3 295 m  |
| Terre Victoria septentrionale                         | Chaîne Southern Cross               | Collines Caudal, collines Lichen, chaînon Mesa, chaînon Deep Freeze, chaînon Arrowhead, chaînon du Montagnard, Northern Foothills | Mont Hewson          | 3 720 m  |
| Terre Victoria méridionale (Prince-Albert et McMurdo) | Chaîne du Prince-Albert             | Chaînon Eisenhower | Pic Timber           | 3 070 m  |
| Terre Victoria méridionale (Prince-Albert et McMurdo) | Chaînon Kirkwood                    | | Mont Endeavour       | 1 810 m  |
| Terre Victoria méridionale (Prince-Albert et McMurdo) | Chaînon Convoy                      | Collines d'Allan, collines de Coombs | Mont Brooke          | 2 675 m  |
| Terre Victoria méridionale (Prince-Albert et McMurdo) | Zone des vallées sèches de McMurdo  | Chaînon Clare, chaînon Gonville and Caius, chaînon Willett, chaînon St Johns, chaînon Olympus, chaînon Asgard, collines Kukri | Shapeless Mountain   | 2 739 m  |
| Terre Victoria méridionale (Prince-Albert et McMurdo) | Archipel de Ross et péninsule Brown | Île Beaufort, île de Ross, île Black, île White | Mont Erebus          | 3 794 m  |
| Terre Victoria méridionale (Prince-Albert et McMurdo) | Chaîne Quartermain                  | Chaîne Lashly | Mont Feather         | 2 985 m  |
| Terre Victoria méridionale (Prince-Albert et McMurdo) | Chaînon de la Royal Society         | | Mont Lister          | 4 025 m  |
| Terre Victoria méridionale (Prince-Albert et McMurdo) | Chaînon Warren                      | | Mont Guyon           | 2 541 m  |
| Terre Victoria méridionale (Prince-Albert et McMurdo) | Chaînon Boomerang                   | | Pic Alligator        |          |
| Terre Victoria méridionale (Prince-Albert et McMurdo) | Chaînon Worcester                   | | Mont Harmsworth      | 2 765 m  |
| Terre Victoria méridionale (Prince-Albert et McMurdo) | Chaîne Cook                         | Arêtes Finger, chaînon Conway, collines Brown | Mont Longhurst       | 2 846 m  |
| Terre Victoria méridionale (Prince-Albert et McMurdo) | Chaîne Darwin                       | Collines Meteorite | Mont Ellis           | 2 330 m  |
| Terre Victoria méridionale (Prince-Albert et McMurdo) | Chaînon Britannia                   | | Mont McClintock      | 3 492 m  |
| Chaîne Transantarctique centrale                      | Chaîne Churchill                    | Collines Darley, nunataks Lonewolf, nunataks Wallabies, nunataks All-Blacks, nunataks Wilhoite, nunataks Mizar, chaînon des Arpenteurs, chaînon Swithinbank, chaînon Nash, chaînon des Géologues, chaînon Holyoake, chaînon Cobham, nunataks Chappell | Hunt Mountain        | 3 239 m  |
| Chaîne Transantarctique centrale                      | Chaînon de la Reine-Elizabeth       | Collines Campbell, collines Taylor, chaînon Frigate, chaînon Holland, monts Moore | Mont Markham         | 4 351 m  |
| Chaîne Transantarctique centrale                      | Chaînon Miller                      | | Dôme Martin          | 2 680 m  |
| Chaîne Transantarctique centrale                      | Chaînon de la Reine-Alexandra       | Hauteurs Morris, collines MacAlpine, collines Colbert, monts Adams, monts Marshall, île Buckley | Mont Kirkpatrick     | 4 528 m  |
| Chaîne de la Reine-Maud                               | Chaînon Commonwealth                | Chaînon Separation | Flat Top             | 4 000 m  |
| Chaîne de la Reine-Maud                               | Chaînon Hughes                      | | Mont Kaplan          | 4 230 m  |
| Chaîne de la Reine-Maud                               | Chaînon Dominion                    | | Mont Mills           | 2 954 m  |
| Chaîne de la Reine-Maud                               | Chaînon Supporters                  | | Mont White           | 3 470 m  |
| Chaîne de la Reine-Maud                               | Chaîne Grosvenor                    | Massif Otway | Pic Mom              | 3 260 m  |
| Chaîne de la Reine-Maud                               | Chaîne Barton                       | | Mont Usher           | 3 648 m  |
| Chaîne de la Reine-Maud                               | Chaîne Bush                         | Hauteurs Anderson | Dôme Husky           | 3 581 m  |
| Chaîne de la Reine-Maud                               | Chaîne du Prince-Olav               | Pics Cathedral, collines Gabbro, chaînon Lillie, hauteur Seabee, collines Cumulus, massif Roberts | Mont Wade            | 4 084 m  |
| Chaîne de la Reine-Maud                               | Chaîne Duncan                       | | Mont Schevill        | 1 997 m  |
| Chaîne de la Reine-Maud                               | Chaînon Herbert                     | | Mont Fridtjof Nansen | 4 069 m  |
| Chaîne de la Reine-Maud                               | Chaînon Quarles                     | | Mont Ruth Gade       | 3 513 m  |
| Chaîne de la Reine-Maud                               | Plateau Rawson                      | | Mont Alice Gade      | 3 410 m  |
| Chaîne de la Reine-Maud                               | Chaîne Hays                         | Pics Medina, collines Karo, plateau Nilsen, monts Rawson | Non nommé            | 3 940 m  |
| Chaîne de la Reine-Maud                               | Chaîne Tapley                       | | Butte Evans          | 2 570 m  |
| Chaîne de la Reine-Maud                               | Chaîne Gothic                       | Pics Organ Pipe | Mont Zanuck          | 2 526 m  |
| Chaîne de la Reine-Maud                               | Chaîne Harold-Byrd                  | Nunataks Fallone, chaîne Bender, pics Berry | Mont Mahan           | 1 260 m  |
| Chaîne de la Reine-Maud                               | Escarpement Watson                  | Plateau California, plateau Stanford, plateau Michigan, collines Quartz, collines Caloplaca | Pic Teller           | 3 550 m  |
| Chaîne de la Reine-Maud                               | Chaîne La Gorce                     | Collines Davis | Mont Paine           | 3 330 m  |
| Chaîne Horlick                                        | Chaînon Wisconsin                   | Nunataks Ford, nunataks Gierloff, Long Hills | Pic Faure            | 3 941 m  |
| Chaîne Horlick                                        | Chaînon Ohio                        | | Mont Schopf          | 2 990 m  |
| Montagnes extrême-orientales                          | Chaîne Thiel                        | Massif Ford, collines Stewart | Anderson Summit      | 2 812 m  |
| Montagnes extrême-orientales                          | Chaîne Pensacola                    | Escarpement Pecora, chaînon Patuxent, nunataks Rambo, chaînon Neptune, collines Williams, collines Schmidt, chaînon Forrestal, pics Cordiner, massif Dufek                                                                                            | Pic England          | 2 150 m  |
| Montagnes extrême-orientales                          | Chaînon Argentina                   | Collines Schneider, collines Panzarini | Mont Spann           | 925 m    |

#### Principaux sommets
Il existe vingt sommets d'au moins 4 000 mètres d'altitude dans la chaîne Transantarctique :
| Sommet               | Altitude (en mètres) | Massif                        |
| -------------------- | -------------------- | ----------------------------- |
| Mont Kirkpatrick     | 4 528                | Chaînon de la Reine-Alexandra |
| Mont Elizabeth       | 4 480                | Chaînon de la Reine-Alexandra |
| Mont Markham         | 4 351                | Chaînon de la Reine-Elizabeth |
| Mont Bell            | 4 303                | Chaînon de la Reine-Alexandra |
| Mont Mackellar       | 4 297                | Chaînon de la Reine-Alexandra |
| Mont Kaplan          | 4 230                | Chaîne de la Reine-Maud       |
| Fleming Summit       | 4 200                | Chaînon de la Reine-Alexandra |
| Mont Minto           | 4 163                | Chaîne de l'Amirauté          |
| Mont Miller          | 4 160                | Chaînon de la Reine-Elizabeth |
| Mont Dickerson       | 4 120                | Chaînon de la Reine-Alexandra |
| Mont Wade            | 4 084                | Chaîne de la Reine-Maud       |
| Mont Fisher          | 4 080                | Chaîne de la Reine-Maud       |
| Pic Centennial       | 4 070                | Chaîne de la Reine-Maud       |
| Mont Fridtjof Nansen | 4 069                | Chaîne de la Reine-Maud       |
| Mont Lister          | 4 025                | Chaînon de la Royal Society   |
| Mont Wexler          | 4 024                | Chaîne de la Reine-Maud       |
| Pic Decennial        | 4 020                | Chaînon de la Reine-Alexandra |
| Mont Adam            | 4 010                | Chaîne de l'Amirauté          |
| Flat Top             | 4 000                | Chaîne de la Reine-Maud       |
| Mont Korsch          | 4 000                | Chaînon de la Reine-Elizabeth |

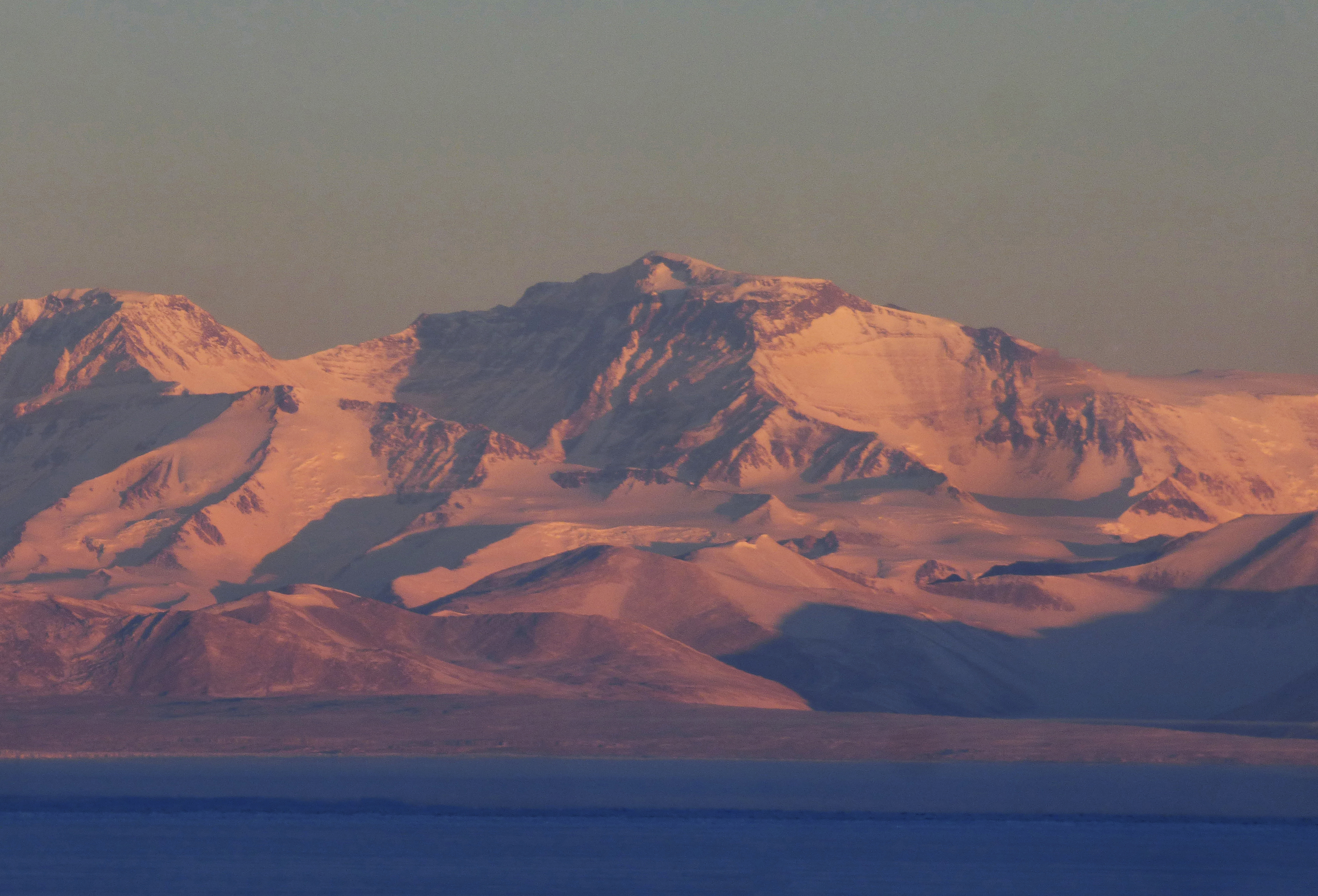
Vue du mont Lister, 15e plus haut sommet de la chaîne, depuis l'île de Ross.

Il existe en outre dix-sept sommets ultra-proéminents :

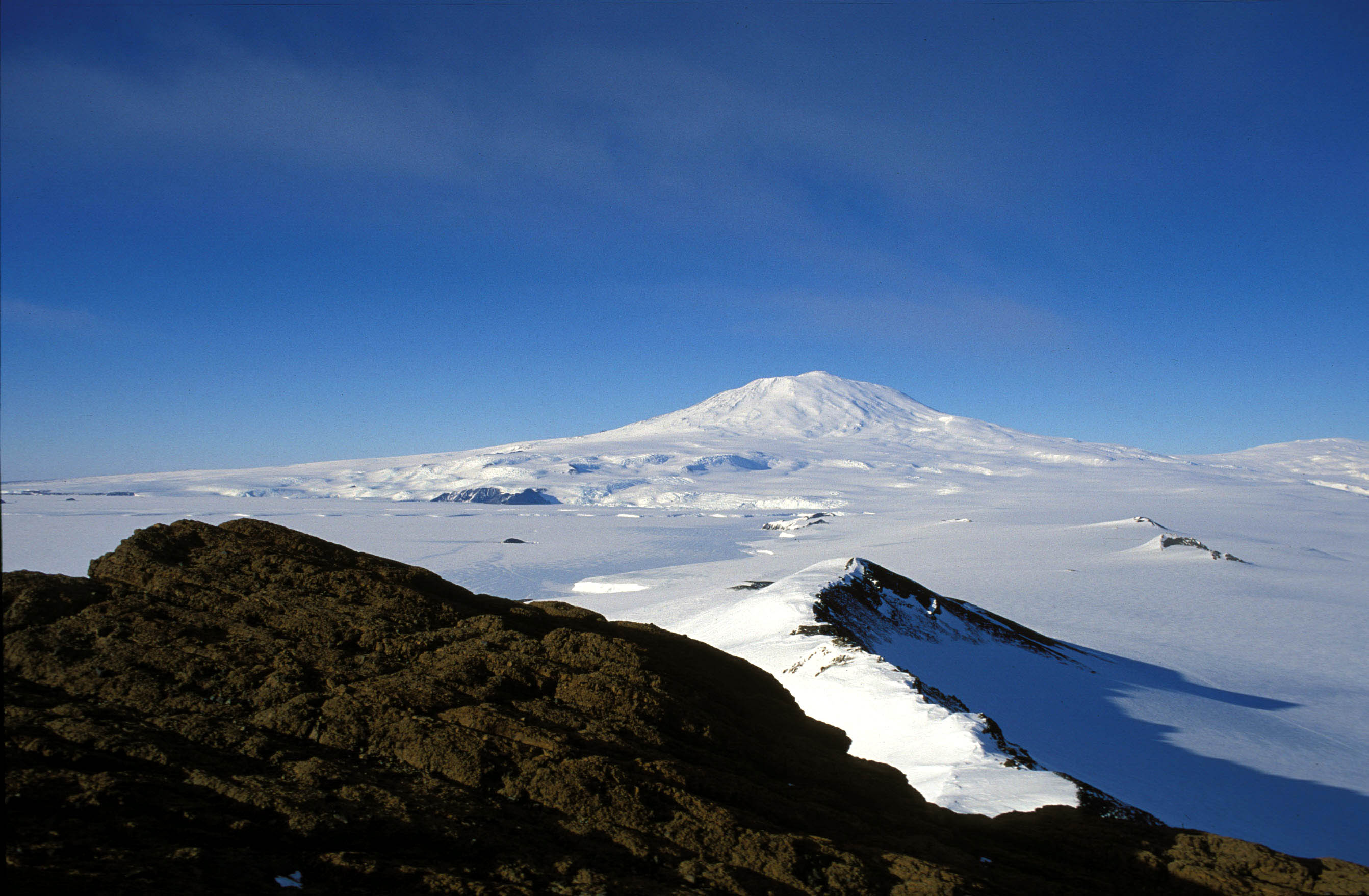
Vue du mont Erebus, sommet le plus proéminent de la chaîne, sur l'île de Ross, depuis la péninsule de Hut Point.

| Sommet           | Proéminence (en mètres) | Massif                        |
| ---------------- | ----------------------- | ----------------------------- |
| Mont Erebus      | 3 794                   | Archipel de Ross              |
| Mont Minto       | 2 616                   | Chaîne de l'Amirauté          |
| Mont Kirkpatrick | 2 601                   | Chaînon de la Reine-Alexandra |
| Mont Miller      | 2 354                   | Chaînon de la Reine-Elizabeth |
| Mont Lister      | 2 325                   | Chaînon de la Royal Society   |
| Mont Markham     | 2 103                   | Chaînon de la Reine-Elizabeth |
| Hawkes Heights   | 2 000                   | Chaîne Victory                |
| Mont Murchison   | 1 927                   | Chaîne Southern Cross         |
| Mont Supernal    | 1 804                   | Chaîne Southern Cross         |
| Mont Kaplan      | 1 783                   | Chaîne de la Reine-Maud       |
| Mont Melbourne   | 1 699                   | Chaîne Southern Cross         |
| Mont Terror      | 1 696                   | Archipel de Ross              |
| Mont Elizabeth   | 1 657                   | Chaînon de la Reine-Alexandra |
| Mont Discovery   | 1 637                   | Péninsule Brown               |
| Mont McClintock  | 1 621                   | Chaînon Britannia             |
| Mont Brewster    | 1 598                   | Chaîne Victory                |
| Mont Morning     | 1 515                   | Péninsule Brown               |

### Hydrographie

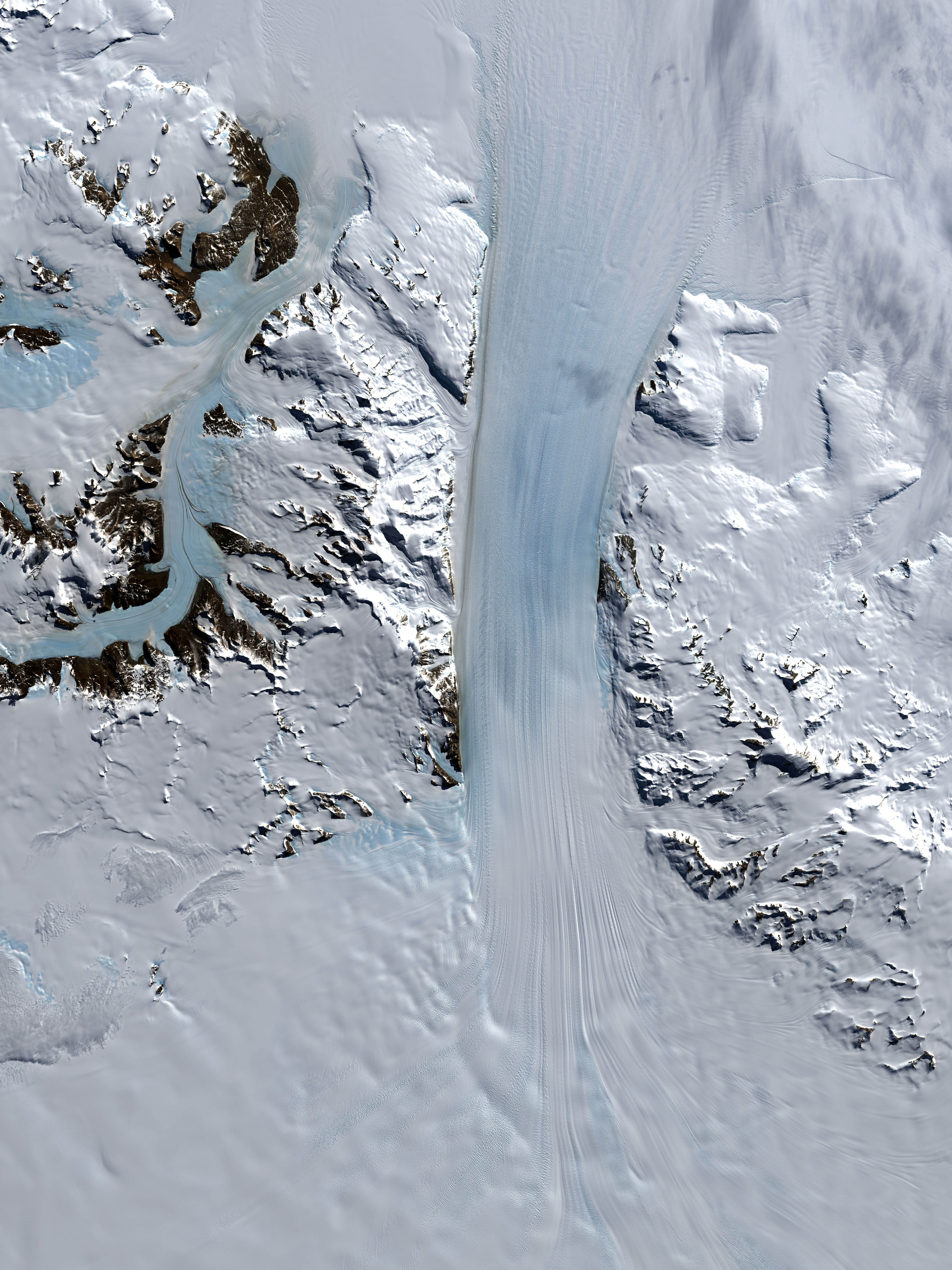
Vue satellite du glacier Byrd, un courant glaciaire coupant la chaîne perpendiculairement.

Les principaux glaciers de la chaîne Transantarctique sont des glaciers émissaires, provenant de l'inlandsis Est-Antarctique, contraints dans des vallées et prolongeant, pour les plus importants, des courants glaciaires : c'est le cas du glacier David en terre Victoria méridionale, qui se termine par la langue de glace Drygalski en mer de Ross, du glacier Byrd entre la terre Victoria méridionale et la chaîne Transantarctique centrale et du glacier Scott dans la chaîne de la Reine-Maud qui alimentent la plateforme de glace de Ross. Parmi les autres glaciers émissaires figurent, du nord au sud, les glaciers Mariner, Aviator, Reeves, Mawson, Ferrar, Skelton, Mulock, Darwin, Nimrod, Beardmore, Shackleton, Amundsen et Reedy. Ils sont globalement perpendiculaires à l'orientation de la chaîne, empruntant de larges failles géologiques, et définissent ses groupes et massifs. Les glaciers Rennick et Lillie ont la particularité de se jeter directement dans l'océan Austral au nord de la terre de Oates. Le courant glaciaire Foundation et son affluent le glacier Academy, ainsi que le glacier Support Force, sont des courants glaciaires bordant les montagnes extrêmes-orientales de la chaîne et très peu contraints par le relief, alimentant la plateforme de glace de Filchner-Ronne. Les glaciers secondaires naissent sur les versants de la chaîne Transantarctique et sont des glaciers de vallée.

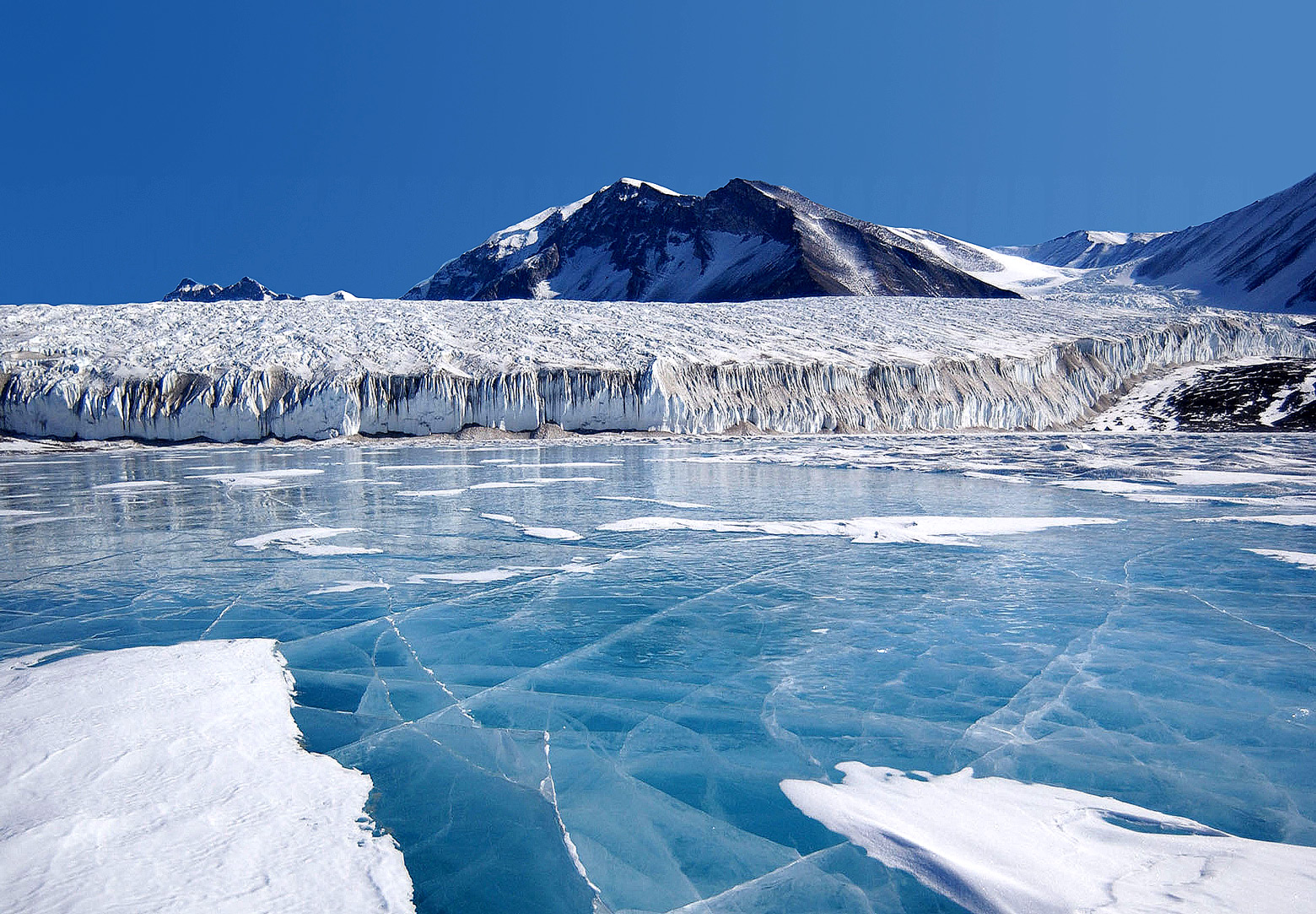
Vue du lac Fryxell, au pied du glacier Canada, dont la glace bleue, composée d'eau douce, scelle l'eau saumâtre située en dessous.

Les deux seules rivières reconnues du continent s'écoulent dans la chaîne Transantarctique : l'Onyx et l'Alphée. Tous les autres cours d'eau sont des ruisseaux. L'Onyx s'écoule sur une trentaine de kilomètres vers l'ouest, à l'opposé de la côte, dans la vallée de Wright, une des vallées sèches de McMurdo, entre les chaînons Olympus au nord et Asgard au sud, pour déboucher dans le lac Vanda. Il s'écoule en moyenne deux mois par an, généralement de début décembre à début février, et la plus grande partie de l'eau de fonte s'évapore avant même d'arriver au lac. Dans cette vallée, une partie de la neige qui tombe au sol est sublimée et les sols sont en général secs. L'Alphée est formé par des eaux de fonte retenues par la moraine latérale gauche du glacier Koettlitz, sur le piémont méridional du chaînon de la Royal Society, et se termine en cours sous-glaciaire dans le détroit de McMurdo.

### Géologie

Séquence stratigraphique de la terre Victoria méridionale.

À la fin du Néoprotérozoïque, l'apparition d'un rift provoque l'ouverture du super-paléocontinent Rodinia, à travers son socle constitué de gneiss, de schiste et de granite d'âge archéen, visible uniquement dans la région du glacier Nimrod. Ce rift entraîne la mise en place d'une marge passive au niveau de l'actuelle chaîne Transantarctique, associée à une sédimentation importante, avec des dépôts de roches siliciclastiques présentes dans la chaîne Pensacola (formation de Hannah Ridge) et la chaîne Transantarctique centrale (groupe de Beardmore). En terre Victoria méridionale, le socle est constitué de roches métamorphiques (formation de Horney, groupes de Koettlitz et de Skelton) avec des intrusions d'âge néoprotérozoïque à cambrien précoce.

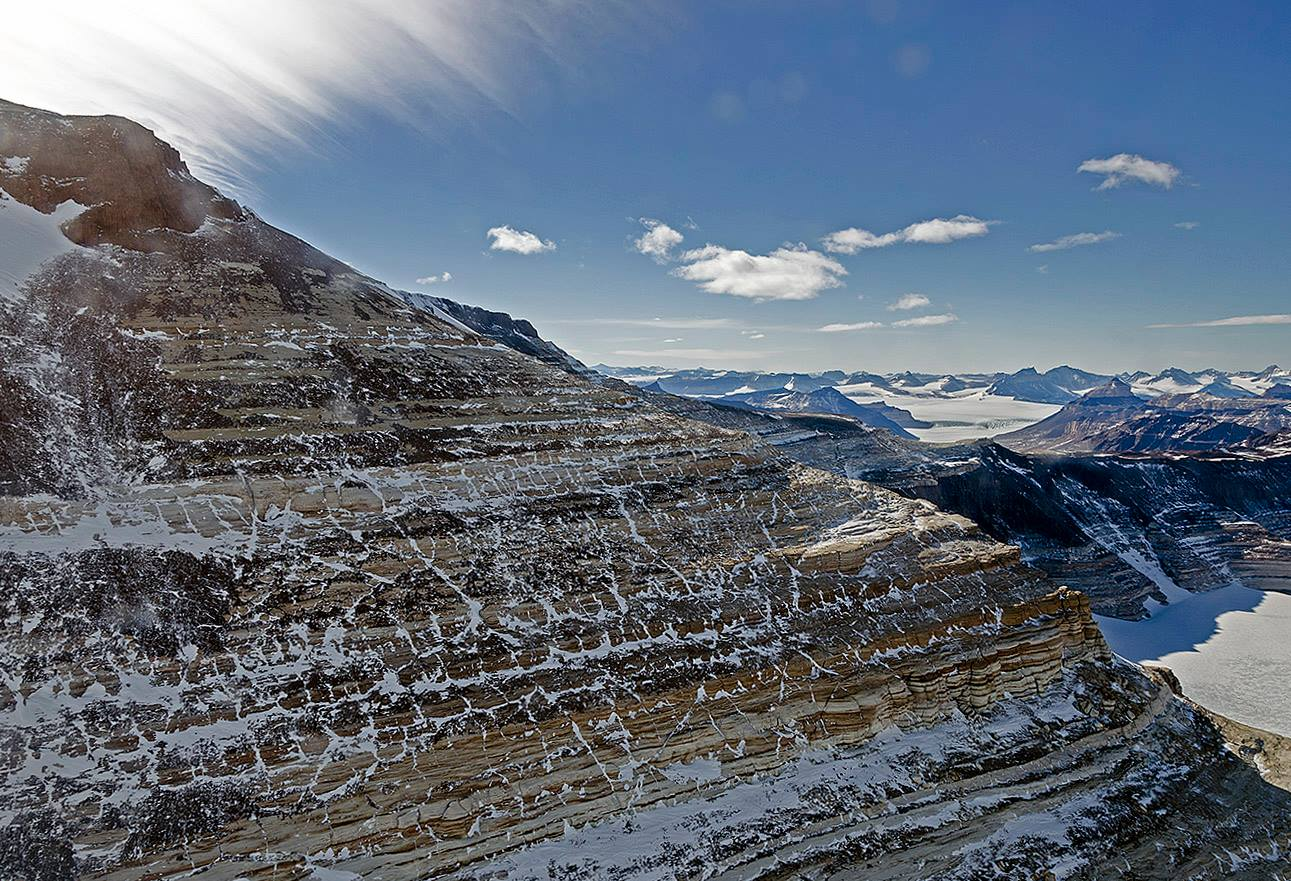
Vue du versant d'une montagne dans la chaîne présentant de nombreuses strates.

Au Cambrien, le mouvement des plaques s'inverse et donne naissance à une zone de subduction. Ceci résulte en la compression des roches sédimentaires et magmatiques existantes, entraînant un métamorphisme plus ou moins important, ainsi que la formation de nombreux plutons granitiques. Des roches volcaniques silicatées sont émises au niveau de la chaîne de la Reine-Maud et de la chaîne Thiel. Des batholites sont responsables de la déformation des strates et du métamorphisme conduisant à l'orogenèse de Ross,. Des roches siliciclastiques et carbonatées d'âge cambrien à ordovicien sont constituées dans la chaîne Pensacola (formation de Patuxent) et dans la chaîne Transantarctique centrale (groupe de Byrd). En terre Victoria septentrionale, trois terranes sont présents, interprétés comme la présence de deux zones de subduction parallèles, formant donc deux arcs volcaniques. La marge continentale correspond au terrane de Wilson, composé de roches métamorphiques avec des intrusions du Cambrien à l'Ordovicien précoce,. Le terrane de Bowers, bordé de part et d'autre par les failles de Lanterman et de Leap Year, correspondrait à la section entre les deux zones de subduction, avec son arc volcanique ; il est composé de strates siliciclastiques fossilifères et volcanoclastiques avec des roches volcaniques mafiques surmontées de conglomérats,. Enfin, celui de Robertson Bay correspond au reste de la croûte océanique et de ses sédiments formant un prisme d'accrétion, composé d'une séquence de turbidite d'âge cambrien à ordovicien et qui, fortement plissé comme celui de Bowers, est en revanche peu métamorphisé.
À l'issue de ces événements, une chaîne de montagnes existe au niveau de l'actuelle chaîne Transantarctique. Cependant, entre la fin du Silurien et le début du Dévonien, la surface d'érosion de Kukri est sculptée, sans pour autant aboutir à une pénéplaine. Une sédimentation importante entraîne la formation de grès à arénite, riche en quartz, en milieu continental (groupe de Taylor),. Alors que la subduction se poursuit tout au long du Paléozoïque, en marge de l'océan Panthalassa,, des arcs volcaniques présentent une activité magmatique intermittente, en particulier en terre Victoria septentrionale et en terre Marie Byrd,, avec des prolongements notamment en Patagonie et dans le Sud de l'Australie,. Au Carbonifère, cette activité reste toutefois suffisamment éloignée de la majeure partie de la chaîne Transantarctique pour que celle-ci soit peu affectée par des déformations — voire connaisse une nouvelle surface d'érosion, dite de Maya, dans les couches dévoniennes et parfois confondue avec celle de Kukri — et par la sédimentation. Dans le cas contraire, ces sédiments sont dégagés par la glaciation qui survient à la fin de cette période.
Entre le Permien et le Trias, des bassins sédimentaires dans l'intérieur de la terre Victoria et un bassin structural évoluant en bassin d'avant-pays en arrière de la chaîne Transantarctique centrale,, probablement sous l'influence de l'orogenèse panafricaine, ainsi qu'une plate-forme isolée au niveau de la chaîne Thiel, résultent en une continuation de l'accumulation de sédiments, formant le groupe de Victoria,. Les grès du groupe de Taylor et les sédiments du groupe Victoria forment ensemble le supergroupe de Beacon, qui constitue une grande partie des sommets et arêtes rocheuses de la chaîne Transantarctique sur presque toute sa longueur. Les strates associées au groupe Victoria sont composées de diamictite d'origine glaciaire, de charbon et de shale, indicatifs d'un climat tempéré et humide et enfin de siltite et de grès d'origines diverses mais progressivement plus volcanique. Au début du Jurassique, l'influence de la subduction sur la géologie de la région arrive à sa fin avec le début du rifting entraînant la fracturation du Gondwana. Le rifting est vraisemblablement initié par un panache mantellique, avec un magma riche en silice (formations de Hanson et de Shafer Peak), suivi par l'apparition de la province magmatique de Ferrar (formation d'Exposure Hill), de nature basaltique et caractérisée par des dépôts pyroclastiques, sous forme de lahars, de brèches et de tufs, par des effusions de lave de plusieurs centaines de mètres d'épaisseur et par des intrusions de sills dépassant 1 000 mètres,. Le contexte géologique pourrait s'expliquer par un bassin arrière-arc et expliquerait que la marge continentale se déplace alors vers l'extérieur de la chaîne. La fracturation du Gondwana entraîne une réorganisation importante des blocs tectoniques, avec en particulier celui de Ellsworth-Whitmore qui se déplace et pivote, comme d'autres dans la région, se désolidarisant de la chaîne Transantarctique et rejoignant l'Antarctique oriental.

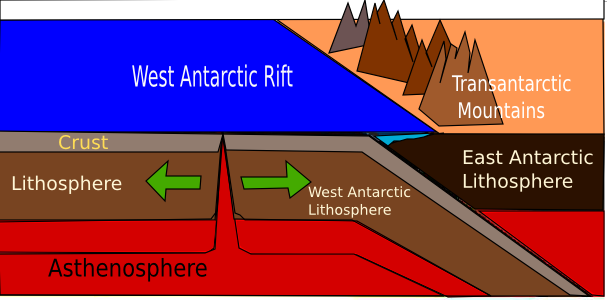
Schéma très simplifié du contexte géologique actuel le long de la chaîne Transantarctique.

Ces contraintes tectoniques mènent en outre à la surrection de la chaîne à partir du Crétacé,. L'épaississement crustal induit une frontière lithosphérique majeure entre la bordure du craton de l'Antarctique oriental et les zones d'atténuation crustale en mer de Ross, avec l'apparition du rift ouest-antarctique, et en mer de Weddell,. La surrection culmine à l'Éocène et engendre les reliefs actuels, mais son origine reste inconnue. Dans tous les cas, ce processus est accompagné d'une fracturation et de dénudation qui segmente les différents massifs le long de ces failles majeures. Le produit de cette érosion comble en grande partie les bassins du rift ouest-antarctique. Le groupe volcanique de McMurdo naît au début de l'Éocène sur son rebord sud-est ; il comprend le mont Morning, le mont Discovery, le mont Erebus, le mont Terror, le mont Bird, les Pléiades et le mont Melbourne. Son lien avec la province volcanique de la terre Marie Byrd, sur le rebord opposé du rift, implique certainement la présence d'un panache mantellique,. L'influence d'un rebond isostatique au Miocène n'est pas à exclure dans l'élévation de la chaîne le long de la mer de Ross. Quoi qu'il en soit, le relief qu'elle constitue active probablement la glaciation antarctique.

### Climat
La chaîne Transantarctique connaît un climat polaire, le plus froid et le plus sec au monde. Toutefois, en raison de l'étendue de la chaîne, ce climat varie de façon importante aussi bien en fonction de la latitude que de l'altitude. Ainsi, les températures sont en moyenne 30 °C plus élevées à la base McMurdo, à 77° 50' S au niveau de la mer, qu'au pôle Sud, à plus de 2 800 mètres d'altitude.

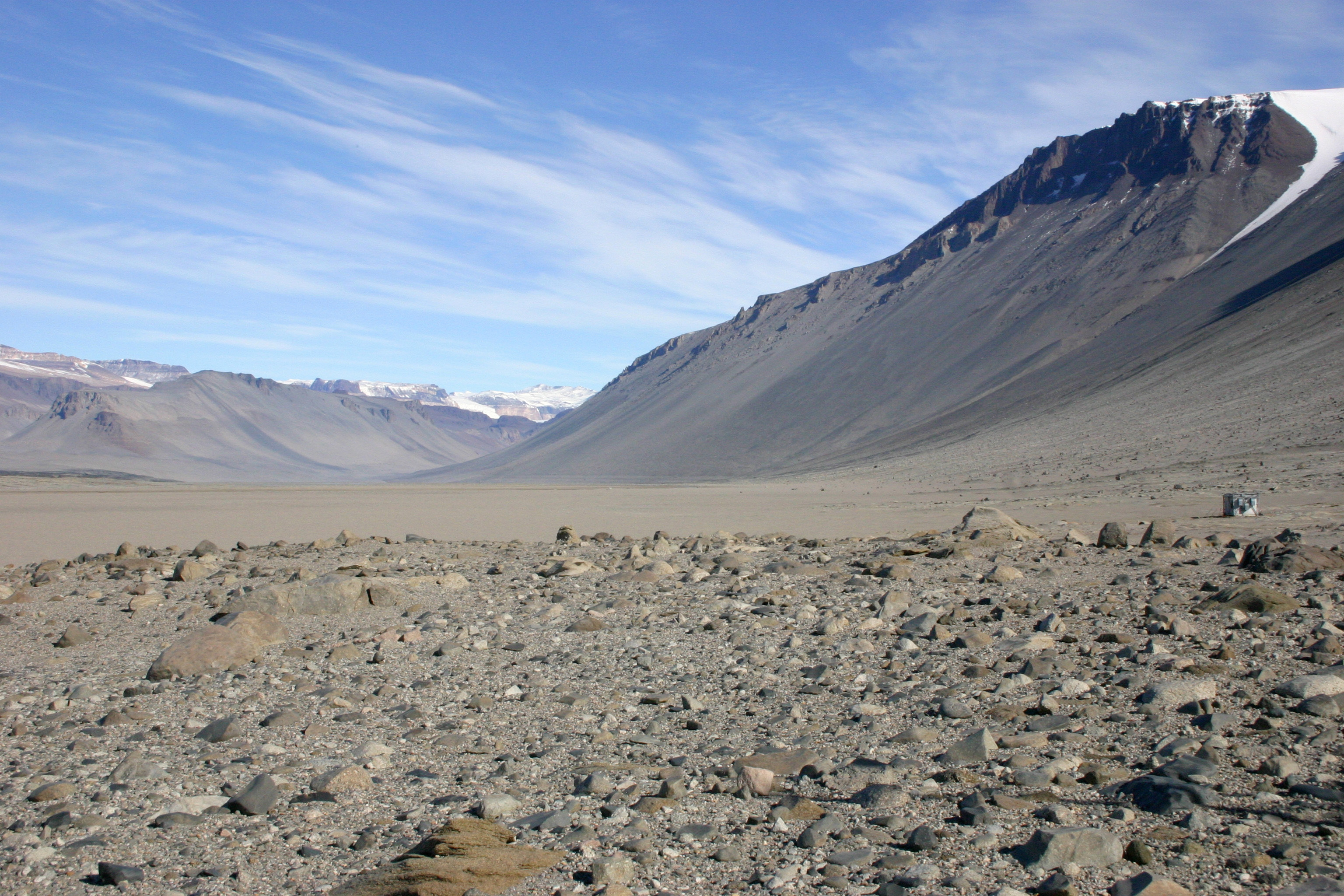
Vue de la vallée de Wright depuis le pied du col Bull en direction de l'ouest durant l'été austral.

Les régions côtières bordant l'ouest de la plateforme de glace de Ross connaissent dans l'ensemble un climat similaire à celui du détroit de McMurdo. Les précipitations y sont rares, de l'ordre de 188 mm par an à la base Scott avec un pic en février et plus rares encore dans la vallée de Wright avec environ 50 mm. Elles sont associées à un air humide tempéré circulant sur la barrière de Ross. Or, quand l'essentiel des précipitations peut subvenir en été, le taux d'humidité dans cette vallée reste généralement trop bas, entre 30 et 40 %, bien que de la pluie fine soit occasionnellement observée. L'évaporation est largement supérieure aux précipitations. Les températures peuvent être relativement clémentes. Au sol, elles peuvent avoisiner 15 °C en été en pleine journée sur les versants au nord les mieux abrités, comme au lac Vanda, alors que les versants au sud moins ensoleillés sont sensiblement plus froids. De plus, les vallées sont balayées quasiment en permanence par des vents catabatiques secs, habituellement peu violents mais parfois forts, descendant du plateau Antarctique et engendrés par le froid qui y règne,. En raison de la neige qu'ils charrient, ils peuvent grandement altérer la visibilité. Les mois les plus doux sont décembre et janvier, avec des températures journalières moyennes allant de −4 à +1 °C, respectivement sur l'île de Ross et dans les vallées sèches de McMurdo, alors que les mois les plus froids sont juillet et août, avec des températures journalières moyennes qui vont respectivement de −27 à −38 °C ; les températures annuelles moyennes sont d'environ −20 °C. Plus au nord, au cap Hallett en terre Victoria septentrionale, les températures sont globalement comparables tant en hiver et qu'en été, mais plus douces au printemps et en automne, influencées par la proximité de la mer ; la moyenne annuelle y est de −15 °C.
Au bord du plateau Antarctique, en amont du glacier Scott sur le versant méridional de la chaîne de la Reine-Maud, la température ne dépasse presque jamais 0 °C. Les précipitations, exclusivement neigeuses, y sont exceptionnelles et sont en général soufflées depuis le centre du plateau.

### Écosystème
La chaîne appartient à l'écozone antarctique et à l'écorégion de Maudlandia, qui couvre l'intégralité du continent à l'exception de la péninsule Antarctique. Elle est caractérisée par un climat extrême et des zones dépourvues de glace à l'intérieur des terres.

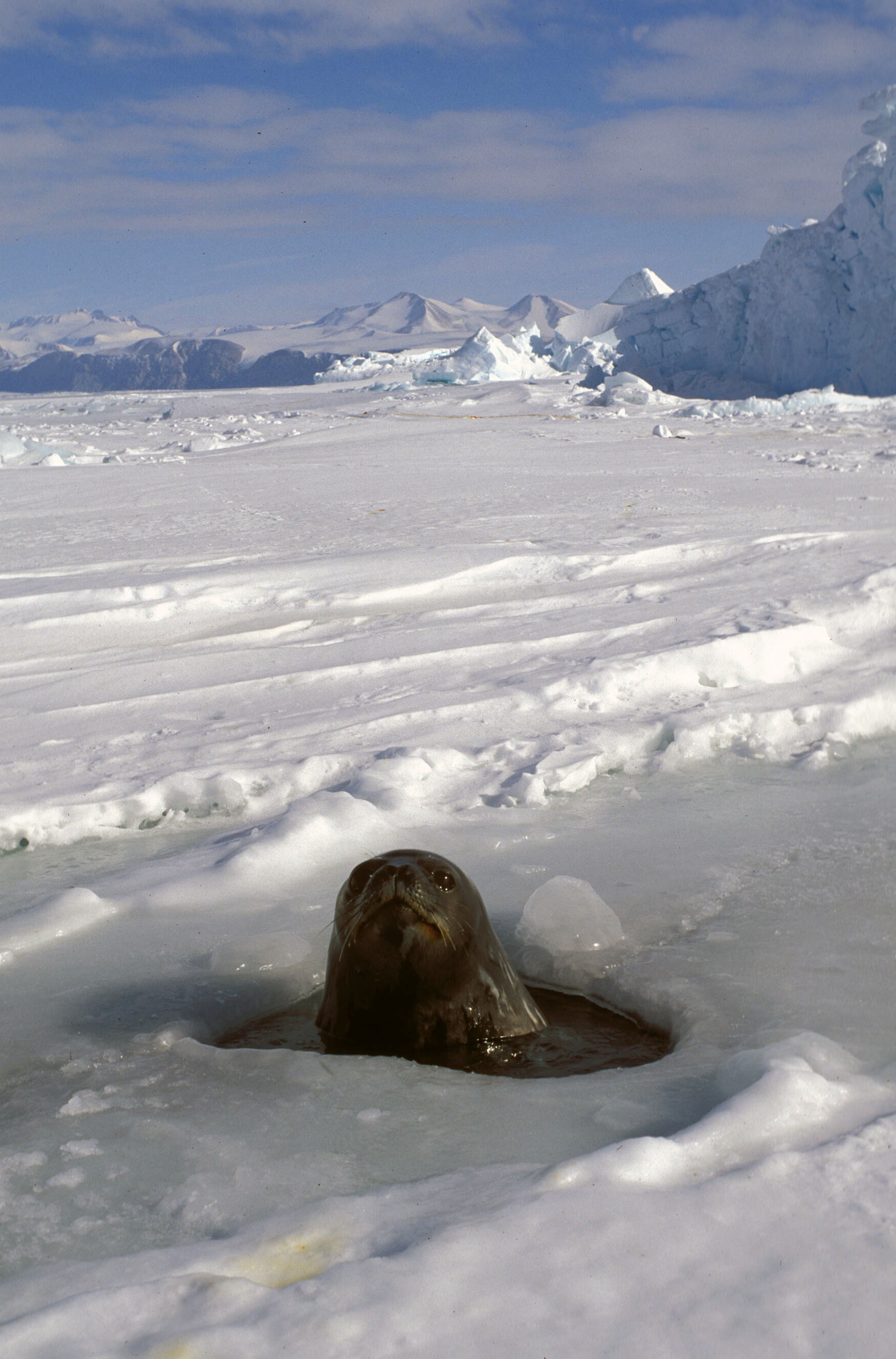
Vue d'un phoque respirant à travers la banquise avec la chaîne Transantarctique en arrière-plan.

Cinq espèces de phocidés sont présentes sur les côtes septentrionales de la chaîne Transantarctique, en terre Victoria : le Phoque crabier (Lobodon carcinophaga), le Phoque de Ross (Ommatophoca rossii), le Phoque de Weddell (Leptonychotes weddellii), le Léopard de mer (Hydrurga leptonyx) et l'Éléphant de mer austral (Mirounga leonina), ce dernier passant toutefois l'essentiel de son temps en mer, alors que les précédents débarquent plus régulièrement sur les bords de mer ou sur la banquise. Le Léopard de mer est un prédateur pour les juvéniles des autres espèces de phoques et, lors des plongées, pour le Manchot Adélie (Pygoscelis adeliae) et le Manchot empereur (Aptenodytes forsteri), qui possèdent des aires de reproduction près des côtes. Les oiseaux marins présents sur le continent sont le Fulmar argenté (Fulmarus glacialoides), le Pétrel géant (Macronectes giganteus), le Damier du Cap (Daption capense), le Pétrel des neiges (Pagodroma nivea), l'Océanite de Wilson (Oceanites oceanicus), le Labbe de McCormick (Stercorarius maccormicki) et le Pétrel antarctique (Thalassoica antarctica). Le Labbe de McCormick se nourrit d'œufs et de poussins de Manchots Adélie ainsi que d'oisillons morts de l'empereur, alors que le Pétrel géant n'hésite pas à s'attaquer massivement aux juvéniles du Manchot empereur.
Les seules autres formes de vie animales adaptées aux conditions de vie extrêmes sont des invertébrés. Les arthropodes sont représentés par des collemboles, des acariens, dont Nanorchestes antarcticus ayant une distribution méridionale jusque dans la chaîne de la Reine-Maud, et des nématocères dépourvus d'ailes (Belgica sp.),. Les nématodes privilégient les sols humides et rocheux, à l'instar des vallées sèches de McMurdo. Plusieurs espèces de tardigrades ont également été découvertes. Enfin, les rotifères colonisent les mousses présentes autour des sites géothermiques, à l'instar du mont Melbourne,.
Des espèces de mycètes, incluant des lichens et des levures, sont adaptées aux sols rocheux, enrichis par les excréments des oiseaux marins ou autour des sites géothermiques,. Des algues se développent dans les environnements humides, soit dans les sources soit en peuplements épiphytes sur des mousses ou des colonies de cyanobactéries,. Les plus petits micro-organismes découverts sont des bactéries, et des amibes.

## Histoire

### Découverte et barrière sur la route du pôle

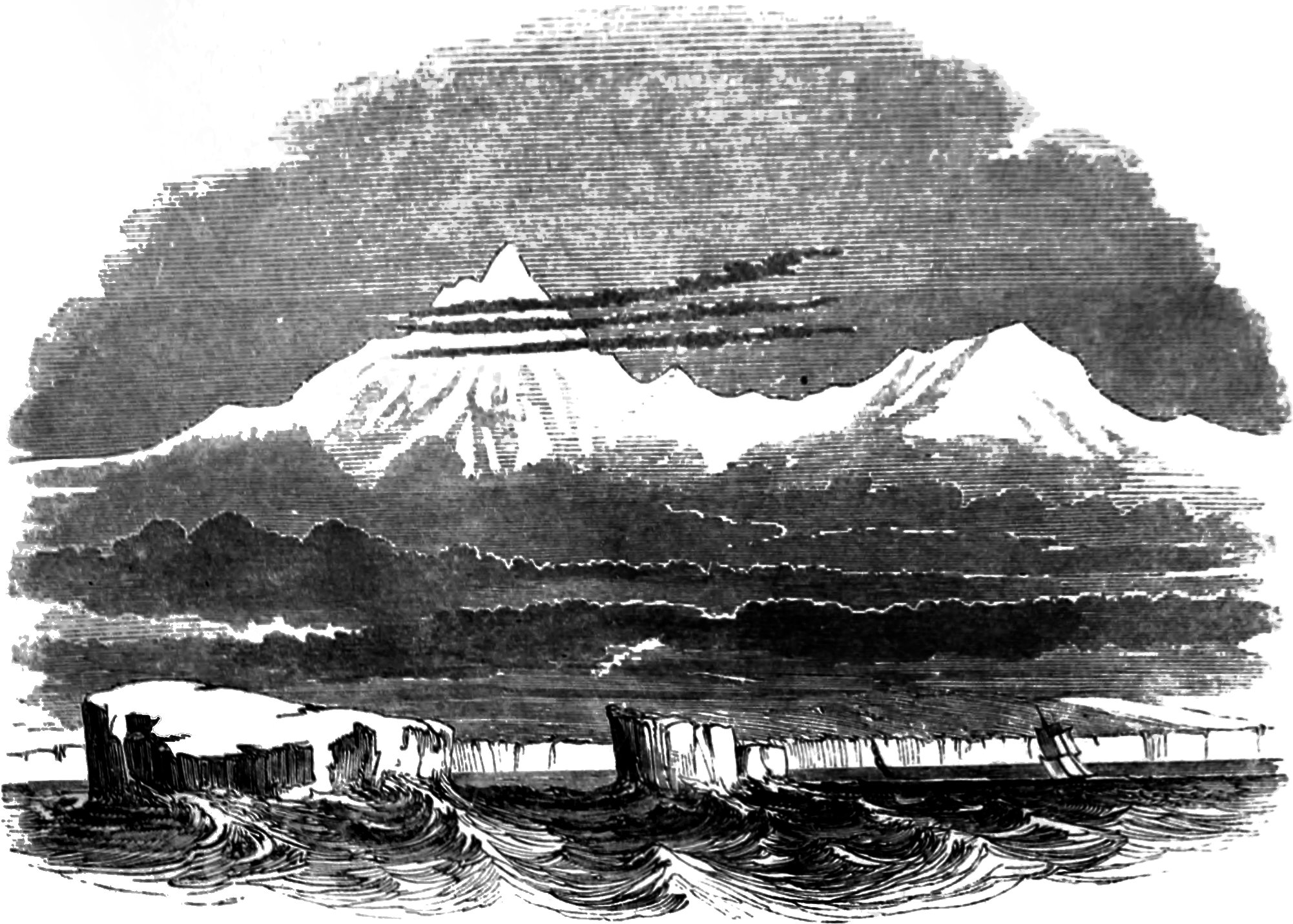
Représentation du mont Minto et du mont Adam, dans la chaîne de l'Amirauté, en 1847.

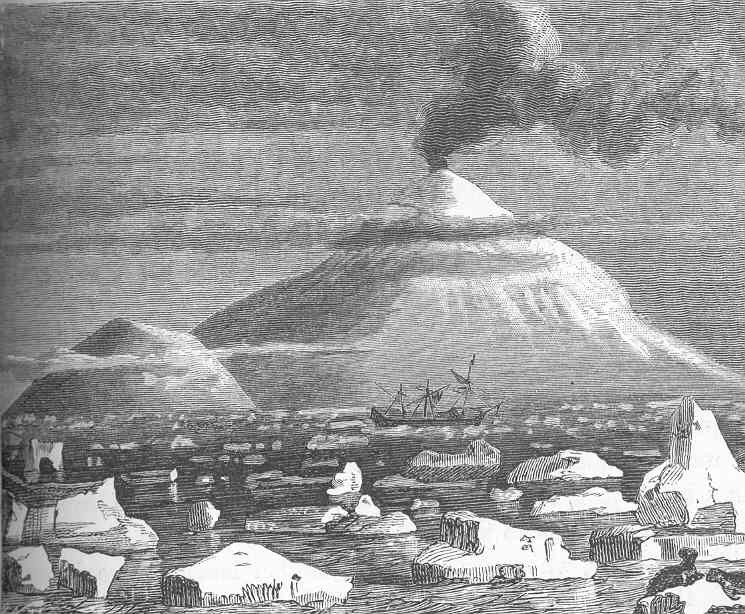
Représentation du mont Erebus et du mont Terror en 1868.

La chaîne Transantarctique est aperçue pour la première fois depuis la mer de Ross en 1841 par James Clark Ross, à la recherche du pôle Sud magnétique, alors inaccessible car situé à l'époque à l'intérieur des terres. Il identifie notamment le cap Adare et la chaîne de l'Amirauté, puis observe la chaîne ANARE et la chaîne Southern Cross, au nord de la terre Victoria, nomme la chaîne du Prince-Albert, et découvre enfin l'île de Ross avec ses deux principaux volcans, qu'il nomme en l'honneur de ses navires,. En janvier 1895, un baleinier norvégien nommé Antarctica fait un bref passage au cap Adare et Alexander von Tunzelmann pose le pied sur le continent. Quatre ans plus tard, Carsten Borchgrevink, qui a fait partie du groupe de von Tunzelmann, mène l'expédition Southern Cross ; il arrive au cap Adare en février 1899 et y installe un petit abri pour y passer l'hiver austral,. La chaîne de l'Amirauté est donc la première observée in situ par ces expéditions, mais l'essentiel de la chaîne Transantarctique reste en grande partie masqué au-delà de la plateforme de glace de Ross.
En novembre 1902, l'expédition Discovery, basée sur l'île de Ross, entreprend d'approcher le plus près possible du pôle Sud géographique. Robert Falcon Scott, chef de l'expédition, Ernest Shackleton et Edward Adrian Wilson se lancent en traîneau à chien sur la barrière de Ross mais doivent faire demi-tour après avoir dépassé la latitude de 82°S. Ils observent notamment le chaînon Worcester, la chaîne Cook, la chaîne Darwin, le chaînon Britannia, la chaîne Churchill et le mont Markham, dans le chaînon de la Reine-Elizabeth ; ils cartographient une partie de la chaîne Transantarctique, mais n'en ont qu'une représentation partielle,. Pendant ce temps, l'équipe d'Albert Armitage découvre l'existence des vallées sèches de McMurdo et le glacier Ferrar, en bordure septentrionale du chaînon de la Royal Society et à l'est de la chaîne Quartermain. En octobre 1903, fort de cette reconnaissance, Scott conduit une nouvelle équipe le long de ce même glacier ; ils sont les premiers à franchir la chaîne Transantarctique et à atteindre le plateau Antarctique le mois suivant mais doivent rebrousser chemin avant de parvenir au pôle Sud magnétique,.

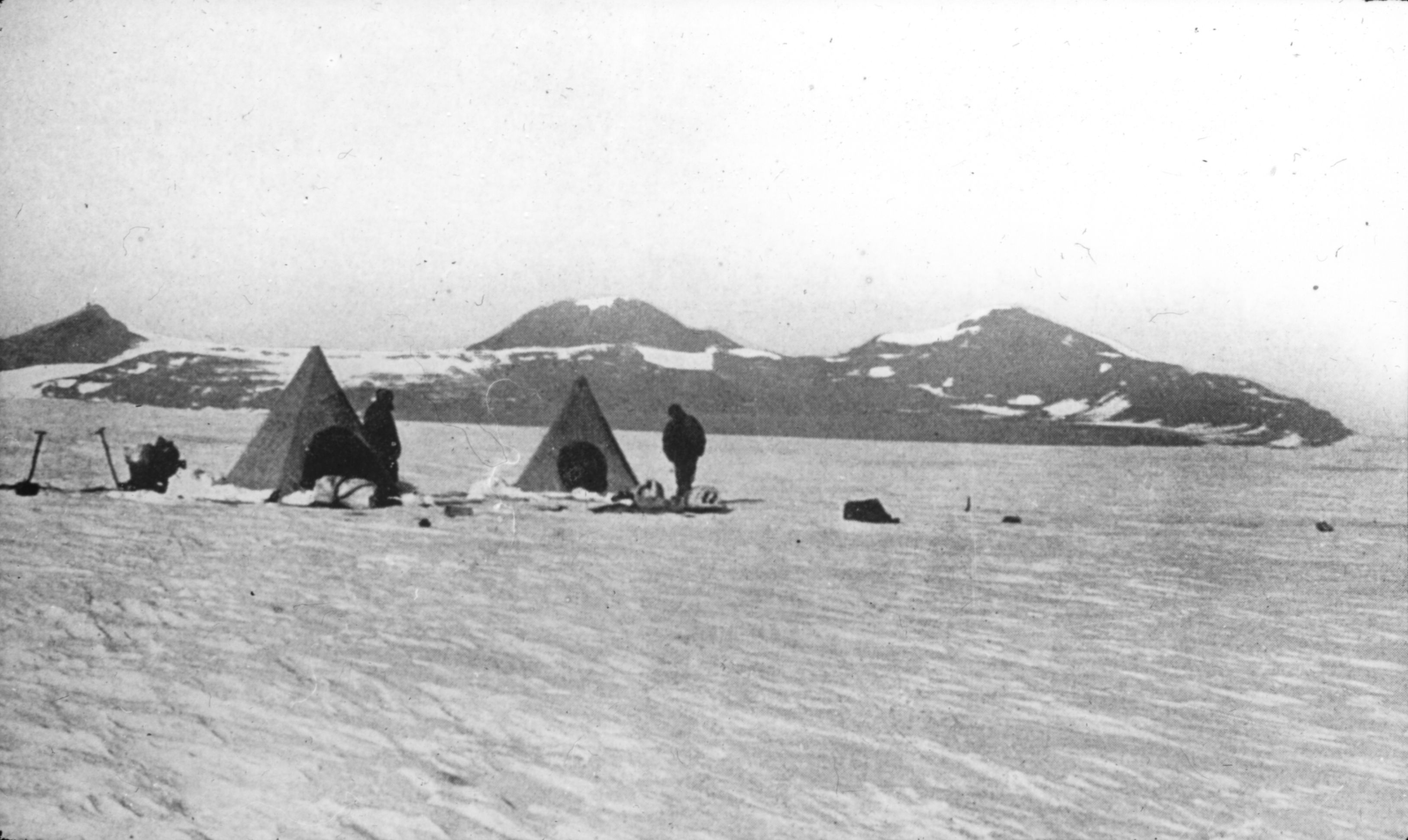
Photographie de l'expédition Nimrod menée par Ernest Shackleton sur le glacier Beardmore, devant le mont Buckley dans le chaînon de la Reine-Alexandra, en 1908.

Au début de l'année 1908, l'expédition Nimrod, menée par Ernest Shackleton, s'établit sur l'île de Ross. En mars, il décide d'envoyer une équipe dirigée par Edgeworth David effectuer la première ascension du mont Erebus, qui parvient au sommet le 9,,. Entre octobre 1908 et février 1909, le pôle Sud magnétique est finalement atteint par une partie de l'expédition Nimrod. L'équipe dirigée par Edgeworth David longe la côte orientale de la chaîne Transantarctique, parvient difficilement à franchir les langues de glace Nordenskjöld et Drygalski avant de traverser la chaîne du Prince-Albert en remontant le glacier Reeves, pour aboutir en terre Victoria,,. Pendant ce temps, trois hommes de l'expédition réalisent des travaux géologiques dans la région du glacier Ferrar et de la vallée de Taylor, la plus méridionale des vallées sèches,. Parallèlement, Shackleton conduit lui-même une équipe vers le pôle Sud géographique. Ils parcourent la barrière de Ross plein sud et découvrent début décembre une voie par le glacier Beardmore, entre le chaînon de la Reine-Alexandra (chaîne Transantarctique centrale) et le chaînon Commonwealth (chaîne de la Reine-Maud), qu'ils mettent pratiquement un mois à remonter. Ils réalisent l'étendue de la chaîne Transantarctique. Ayant abouti à leur tour sur le plateau Antarctique et battu le record certifié de latitude extrême, tous pôles confondus, ils sont contraints de faire demi-tour le 9 janvier 1910, à moins de 100 milles symboliques (185 km) du pôle Sud, au-delà des 88° S,.

Photographie d'une équipe en traîneau à chien devant le mont Erebus, probablement Robert Falcon Scott et Cecil Meares en 1911.

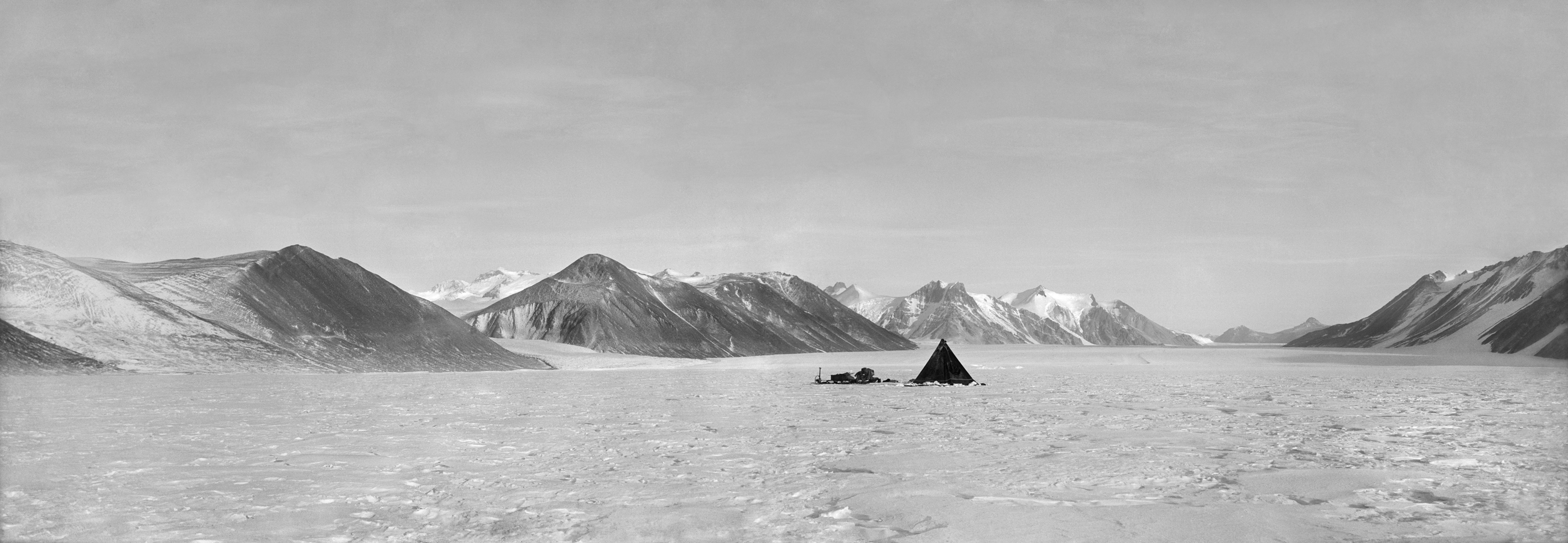
Photographie du camp de l'expédition Terra Nova sur le glacier Ferrar vers 1912.

En juin 1910, Roald Amundsen se lance à son tour vers le pôle Sud, à bord du Fram, en tenant secrets ses plans jusqu'à Madère. Lorsque Scott, à la tête de l'expédition Terra Nova, arrive à Melbourne le 12 octobre, il y découvre un télégramme adressé par son nouveau rival,. En janvier 1911, pendant qu'il fait construire un refuge au cap Evans, sur l'île de Ross, l'expédition Amundsen accoste à la baie des Baleines. Le Terra Nova, après avoir déposé Thomas Griffith Taylor et son équipe d'exploration au pied des vallées sèches de McMurdo, se rend vers la baie des Baleines pour y établir un camp secondaire mais, Victor Campbell constatant qu'elle est déjà occupée, il fait demi-tour et se rend au cap Adare pour y mener des recherches avec cinq autres hommes durant une année. L'extrémité septentrionale de la chaîne Bowers est observée par le lieutenant du navire, Harry Pennell. Après l'hiver austral, parfaitement organisée et équipée avec ses chiens de traîneaux, l'expédition Amundsen se lance vers son objectif le 19 octobre et se retrouve au pied de la chaîne de la Reine-Maud dès le 11 novembre. Scott, pour sa part, quitte l'île de Ross le 3 novembre, accompagné par seize membres de son expédition ; ses moyens motorisés le lâchent en moins de trois jours et, à l’arrivée au pied du glacier Beardmore le 9 décembre, l'intégralité des poneys a été tuée pour fournir de quoi manger. Après une semaine de reconnaissance, Amundsen et ses quatre compagnons prennent la décision d'ouvrir une voie par le glacier Axel Heiberg, malgré la forte pente dans sa partie amont et ses nombreuses crevasses. Ils parviennent sur le plateau Antarctique le 21 novembre et atteignent le pôle le 14 décembre. Le 4 janvier 1912, Scott parvient à son tour au bord du plateau Antarctique mais la plupart de ses hommes ont été contraints de rebrousser chemin. Lorsque Scott arrive enfin au pôle Sud, le 18 janvier, il y trouve une tente surmontée d'un drapeau norvégien et un mot qui lui est adressé, constatant, démoralisé, qu'il a été devancé de plus d'un mois. Pendant ce temps, l'équipe de Campbell demande à être déplacée du cap Adare aux côtes de la baie Terra Nova, à l'extrémité méridionale de la chaîne Southern Cross pour y conduire une nouvelle série de travaux géologiques durant six semaines. Toutefois, lorsque le Terra Nova est de retour, la baie est prise par les glaces et l'équipe est contrainte de passer tout l'hiver dans un igloo et une grotte de glace sur l'île Inexpressible. Le 30 septembre, ils commencent à faire marche vers l'île de Ross et, après plus d'un mois à longer les côtes et à franchir les langues de glace, en se nourrissant notamment des vivres abandonnés par l'équipe d'Edgeworth David quatre ans plus tôt, ils atteignent l'île de Ross. Ils apprennent alors qu'aucun des cinq membres de l'expédition de Scott parvenus au pôle Sud n'est rentré vivant : Edgar Evans est mort après une chute sur le glacier Beardmore, Lawrence Oates, à bout de force, s’est sacrifié en quittant sa tente en pleine tempête pour laisser une chance à Robert F. Scott, Edward Adrian Wilson et Henry Robertson Bowers, qui ont finalement péri dans leur tente sous une tempête de neige, à un jour de marche d'un dépôt de vivres sur la plateforme de glace de Ross.

### Ère moderne et reconnaissances aériennes

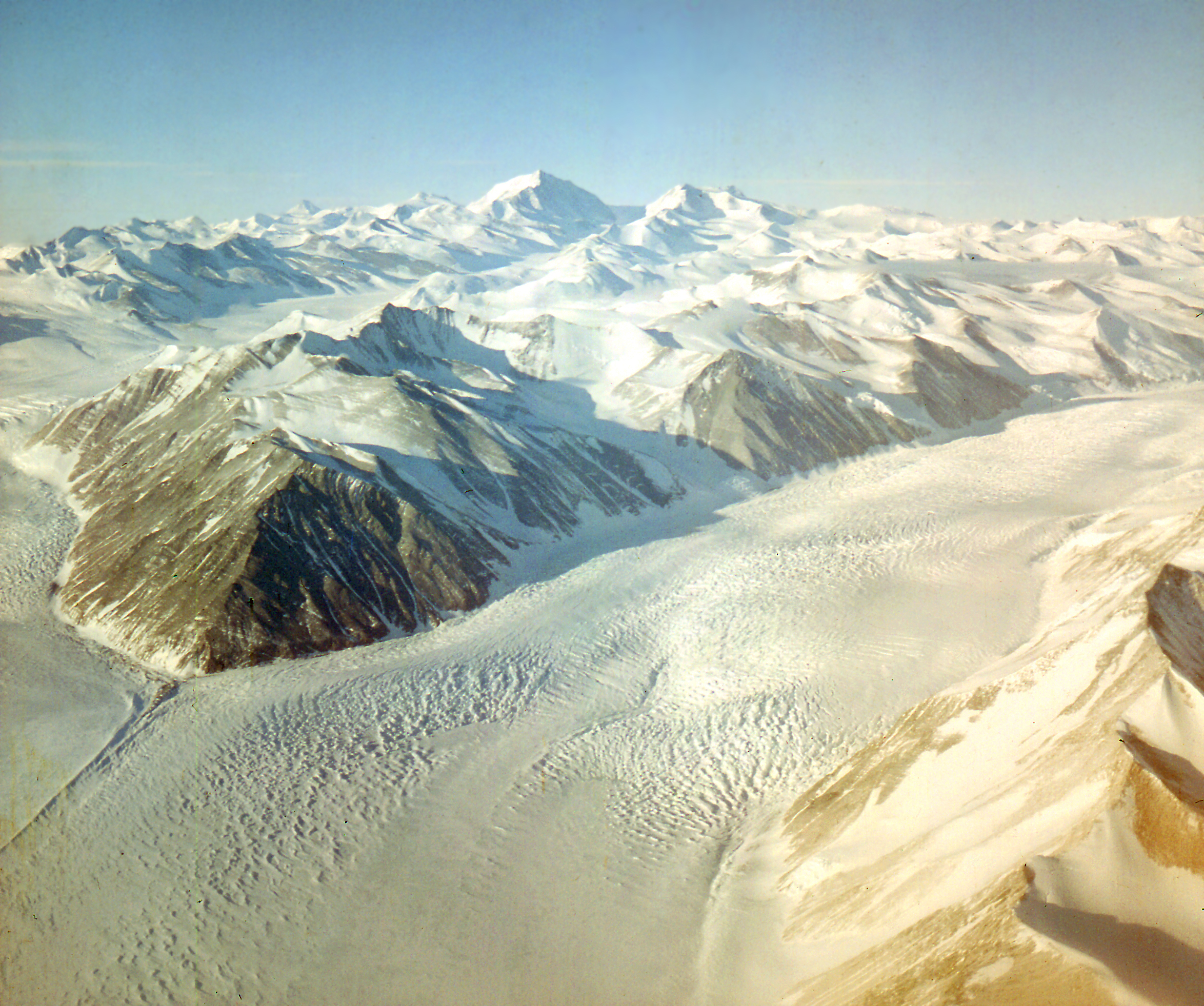
Vue aérienne de la confluence entre le glacier Murray (à gauche) et le glacier Dugdale (à droite), avec le mont Sabine en arrière-plan, dans la chaîne de l'Amirauté, en 1956-1957.

Lors du déclenchement de la Première Guerre mondiale, la plus grande partie de la chaîne Transantarctique est encore inexplorée. En 1928, Richard Byrd arrive à la baie des Baleines et sur la plateforme de glace de Ross avec des moyens considérables financés par les médias et le grand public, avec la participation de l'armée des États-Unis, dont trois avions et des équipements de radiocommunication qui avaient tant fait défaut à Ernest Shackleton lors de son expédition Endurance (1914-1917). En début d'année 1929, il effectue des reconnaissances aériennes pendant que des équipes préparent une mission terrestre. Ainsi, en novembre, Laurence Gould et cinq compagnons se lancent en traîneau à chien vers la chaîne de la Reine-Maud, située à 800 kilomètres de la base Little America, avec la double mission d'apporter une assistance à Byrd et son pilote en cas de problème aérien lors du premier survol du pôle Sud et de mener des travaux géologiques et glaciologiques. Le premier objectif est rempli sans incident le 29, non sans que le Ford Trimotor ait dû larguer des réservoirs vides et près de 150 kilogrammes de rations de secours pour passer au-dessus du glacier Liv. Ils en profitent pour observer la chaîne Grosvenor et le plateau Nilsen dans la chaîne Hays. Au retour, ils survolent le glacier Axel Heiberg. Les scientifiques se consacrent alors entièrement à leurs travaux, se rendent sur le versant septentrional du mont Fridtjof Nansen, puis cartographient 280 kilomètres le long du versant septentrional de la chaîne de la Reine-Maud jusqu'au glacier Leverett et la chaîne Harold-Byrd et parcourent une distance record d'environ 2 500 kilomètres en deux mois et demi. L'exploration de la chaîne de la Reine-Maud se poursuit lors de la seconde expédition de Byrd de 1933 à 1935, avec deux équipes dépêchées vers sa partie orientale et vers le glacier Scott pour en effectuer la traversée en direction du plateau Antarctique. Elles en profitent pour réaliser, en décembre 1934, la première ascension des monts Durham (860 m) dans la chaîne Tapley et Weaver (2 778 m) dans les monts Rawson de la chaîne Hays. La chaîne Horlick est aperçue pour la première fois, d'abord par les airs puis un mois plus tard par une des équipes au sol. La troisième expédition de Byrd de 1939 à 1941 est la première entièrement financée et dirigée par le gouvernement américain. Les dernières zones non cartographiées entre les glaciers Beardmore et Liv sont complétées par avions,.

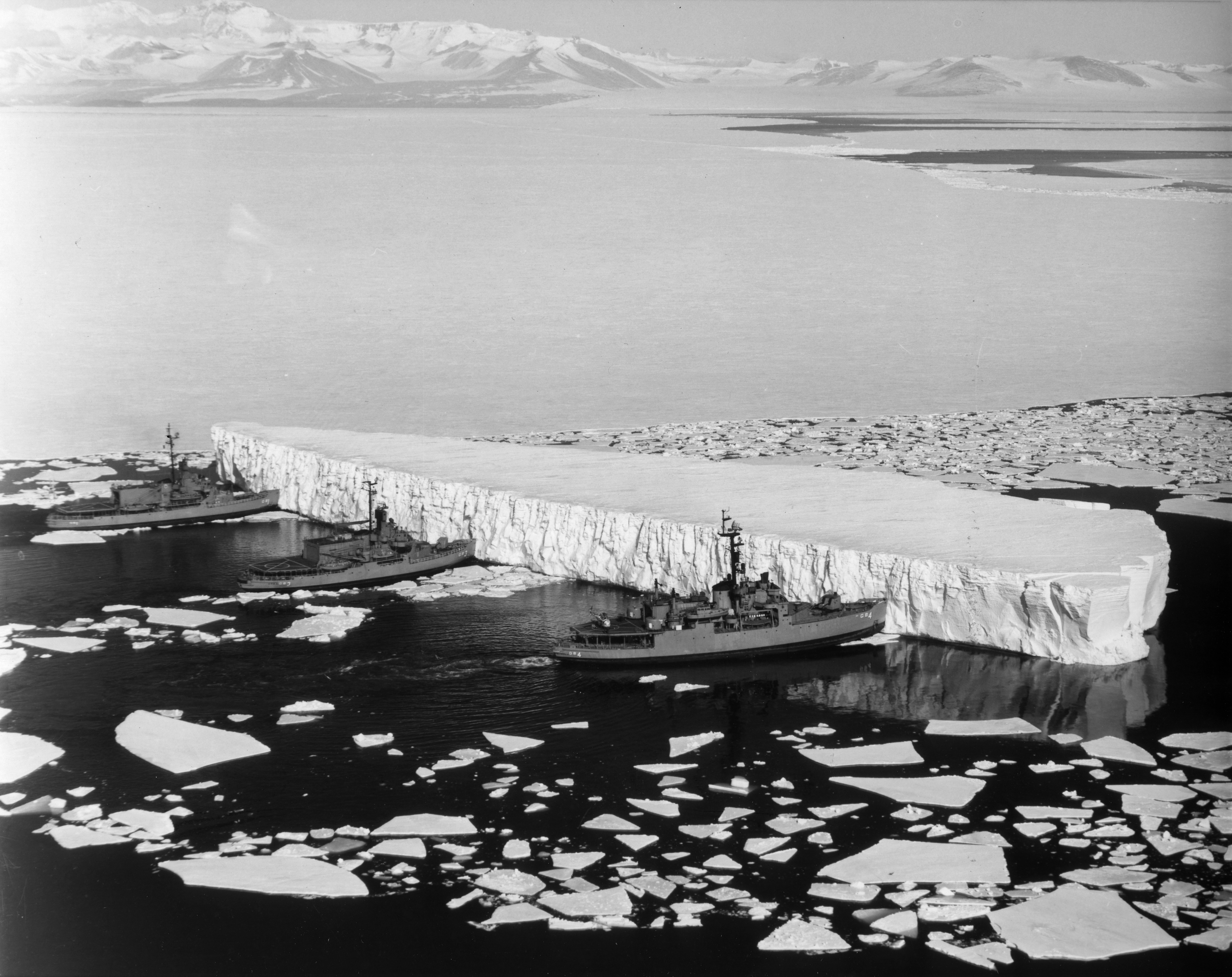
Photographie aérienne des brise-glace USS Burton Island, Atka et Glacier poussant un iceberg dans le détroit de McMurdo le 29 décembre 1965, avec la chaîne Transantarctique en arrière-plan.

Après la Seconde Guerre mondiale, l'exploration et la cartographie de la chaîne Transantarctique reprennent avec l'opération Highjump (1946-1947), toujours organisée par Richard Byrd, qui demeure la plus grande expédition de tous les temps sur le continent. À cette occasion, la chaîne USARP, la chaîne Bowers et la chaîne ANARE, en terre Victoria septentrionale, ainsi que la chaîne Horlick sont photographiées par les airs. En 1955-1956 est lancée la première opération Deep Freeze, d'abord commandée par Byrd pour son cinquième et dernier séjour en Antarctique, puis par George Dufek, avec pour mission d'établir plusieurs bases scientifiques, dont la base antarctique McMurdo sur la péninsule de Hut Point à l'île de Ross,. Au cours d'un vol aller-retour entre celle-ci et la mer de Weddell est découverte et photographiée la chaîne Pensacola. Ces bases doivent servir à organiser l'année géophysique internationale en 1957-1958,. À cette occasion, douze nations affluent sur le continent et coopèrent entre elles,. La base antarctique Scott est achevée tout près de celle de McMurdo, le 20 janvier 1957, par les Néo-zélandais, en vue de l'expédition Fuchs-Hillary, qui a pour but de réaliser la première traversée transantarctique terrestre et de réussir ce qu'avait entrepris Ernest Shackleton quarante ans plus tôt,. Dès le mois suivant, ils gravissent le mont Harmsworth, point culminant du chaînon Worcester à 2 765 mètres d'altitude, en style alpin en moins de 24 heures, non sans effectuer des mesures et des observations géologiques. Un an plus tard, ce sont le mont Longhurst, plus haut sommet de la chaîne Cook à 2 846 mètres d'altitude, et le mont Huggins, à 3 736 mètres dans le chaînon de la Royal Society, qui sont gravis pour la première fois, respectivement par Harry Ayres et Roy Carlyon, et par Bernie Gunn et Richard Brooke ; la trentaine d'autres premières a surtout vocation à effectuer des relevés. Des équipes néo-zélandaises de la New Zealand Geological Survey Antarctic Expedition (NZGSAE) explorent la zone comprise entre le chaînon Convoy et les chaînons Willett et St Johns, autour du chaînon Clare, dans les vallées sèches de McMurdo, et en profitent pour nommer le chaînon Kirkwood ; au sud-ouest, elles cartographient le chaînon Boomerang et découvrent le chaînon Warren ; plus au sud, elles complètent la cartographie de la chaîne Cook et explorent les chaînons de la Reine-Elizabeth et Miller. En définitive, Edmund Hillary, recourant aux autoneiges et à des tracteurs reconvertis,, remonte le glacier Skelton, entre le chaînon Worcester et le chaînon de la Royal Society, pour devancer au pôle le Britannique, parti de la mer de Weddell. Le chaînon Olympus est cartographié en 1958-1959 par la première expédition antarctique de l'université Victoria de Wellington. Dans le même temps, une équipe de l'United States Antarctic Research Program (USARP) partie explorer la chaîne Horlick découvre finalement la chaîne Thiel.

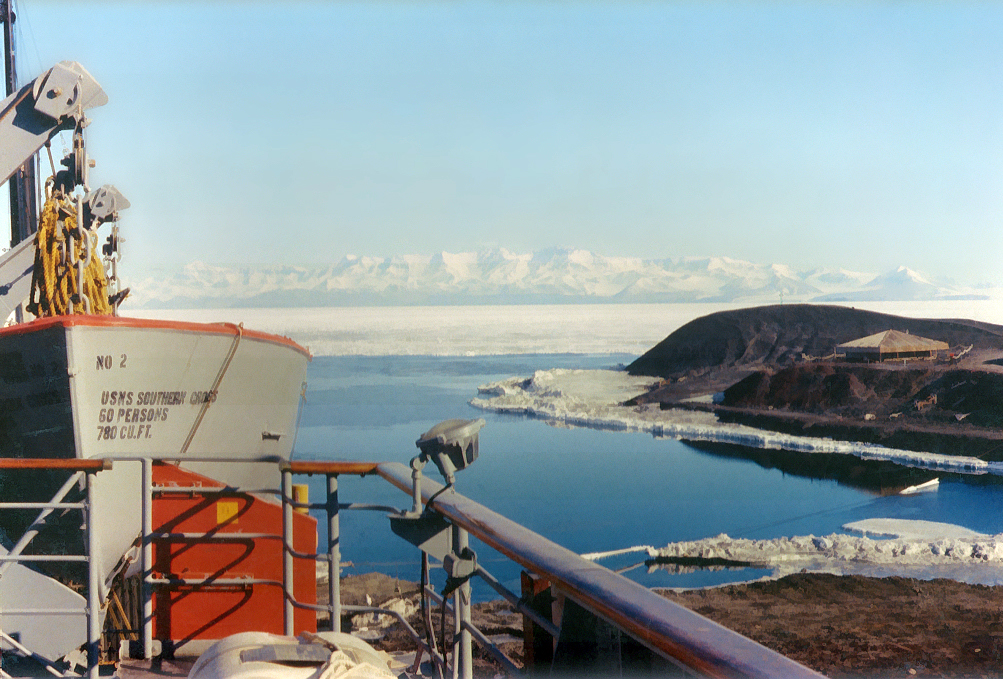
Vue de l'USNS Southern Cross dans la baie des Quartiers d'hiver au début des années 1980, avec la cabane Discovery à droite et la chaîne Transantarctique en arrière-plan.

L'Institut d'études géologiques des États-Unis (USGS) entreprend, de 1959 à 1967, un travail exhaustif de cartographie à l'aide de telluromètres et de photographies aériennes de l'US Navy,. Elle envoie deux nouvelles équipes vers la chaîne Thiel entre 1960 et 1962. Après avoir dans un premier temps servi uniquement au déchargement, les hélicoptères sont employés pour la première fois afin d'explorer la chaîne Transantarctique en 1962 par l'équipe du géologue George Doumani. Elle survole la partie amont du glacier Scott à la recherche des montagnes rocheuses les plus australes du continent. Au sol, l'équipe utilise des motoneiges et gravit le mont Early (2 720 m), au sud de la chaîne Hays. Elle se fait en outre déposer au mont Blackburn (3 276 m), à l'extrémité sud-ouest du plateau California, sur la rive opposée du glacier. L'USGS les utilise à son tour en 1962-1963 pour explorer la chaîne ANARE. De son côté, la NZGSAE poursuit ses études en 1963-1964 dans la chaîne ANARE et dans la chaîne Concord, puis l'année suivante dans la chaîne Southern Cross. De nouvelles expéditions sont menées dans la chaîne de la Reine-Maud jusqu'aux années 1970 par l'USARP et le New Zealand Antarctic Research Program (NZARP).
L'« autoroute du pôle Sud » relie depuis 2006 la base antarctique McMurdo à la base antarctique Amundsen-Scott en passant par le glacier Leverett dans la chaîne de la Reine-Maud. Cette portion est la plus difficile à maintenir en raison de la nécessité de boucher les nombreuses crevasses et de niveler le glacier,.

### Développement de l'alpinisme

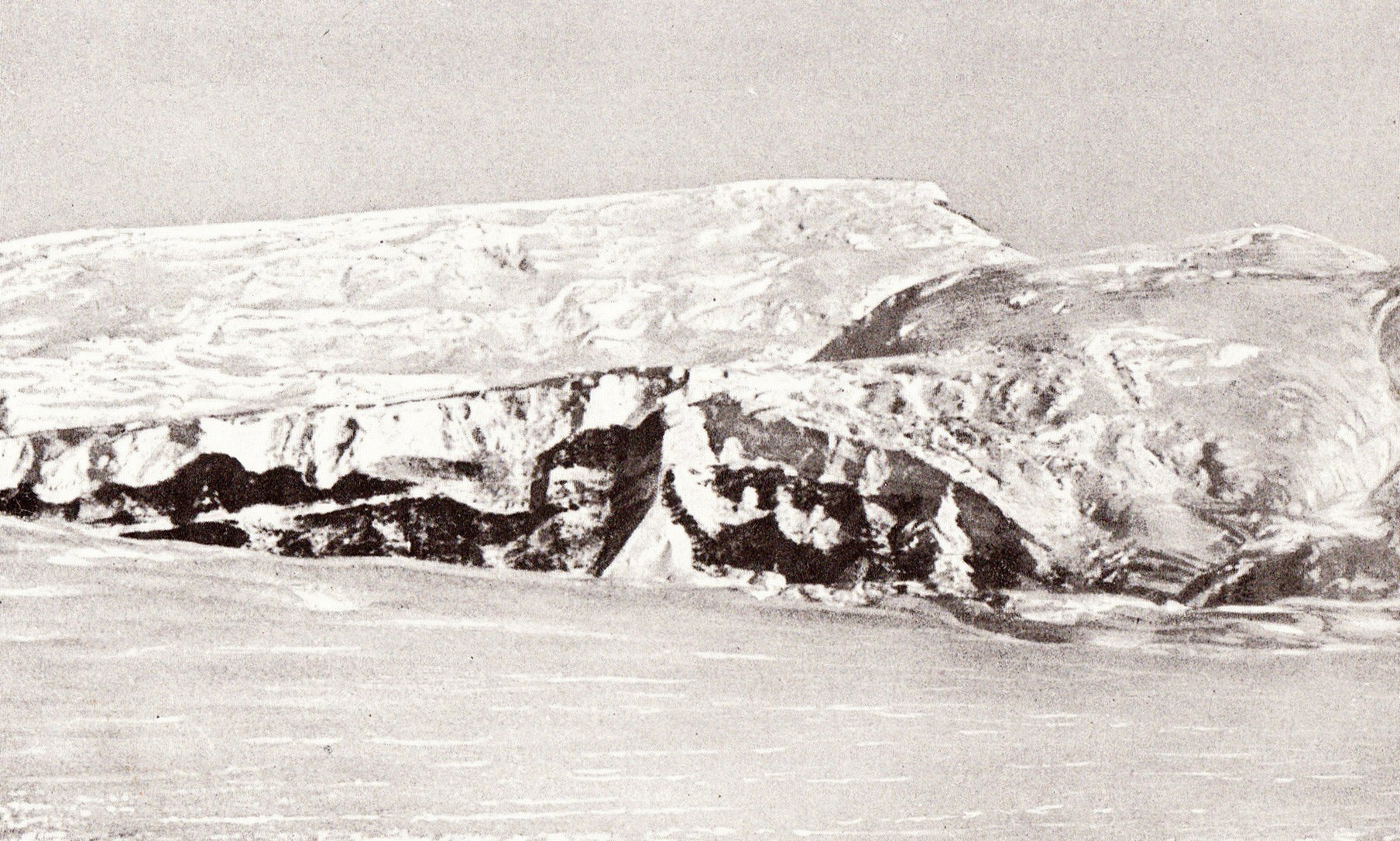
Photographie par Roald Amundsen en 1911 du mont Fridtjof Nansen, premier sommet de plus de 4000 mètres gravi dans la chaîne en 1962.

L'essor de l'alpinisme sur le continent commence réellement en 1962 avec l'ascension par Vic R. McGregor, Peter M. Otway, Kevin P. Pain et Wally W. Herbert du mont Fridtjof Nansen, dans le chaînon Herbert, le 4 000 le plus méridional et le premier à être gravi du continent ; elle est accompagnée en quelques semaines par celles d'une dizaine de sommets de la chaîne de la Reine-Maud environnant 3 000 mètres d'altitude, dont le mont Usher dominant la chaîne Barton avec 3 648 mètres et le mont Mills dominant le chaînon Dominion avec 2 954 mètres, toutes effectuées par le versant sud depuis le plateau Antarctique offrant un faible dénivelé. Quelques mois plus tard, en décembre, Bernie Gunn réalise la première ascension du mont Lister, point culminant du chaînon de la Royal Society à 4 025 mètres d'altitude. En 1967, Edmund Hillary et son équipe réalisent la première ascension de l'imposant mont Herschel, à 3 335 mètres dans la chaîne de l'Amirauté, par son arête nord, après s'être fait déposer par hélicoptère au cap Hallett et avoir utilisé des motoneiges pour l'approche jusqu'au pied de la montagne. Toutefois, par crainte d'une demande croissante de soutien logistique, les gouvernements rendent impossible toute ascension par des expéditions privées sur leurs revendications territoriales ou sur les zones d'intervention à proximité de leurs bases, position officielle qui demeure parmi les autorités américaines et néo-zélandaises,.

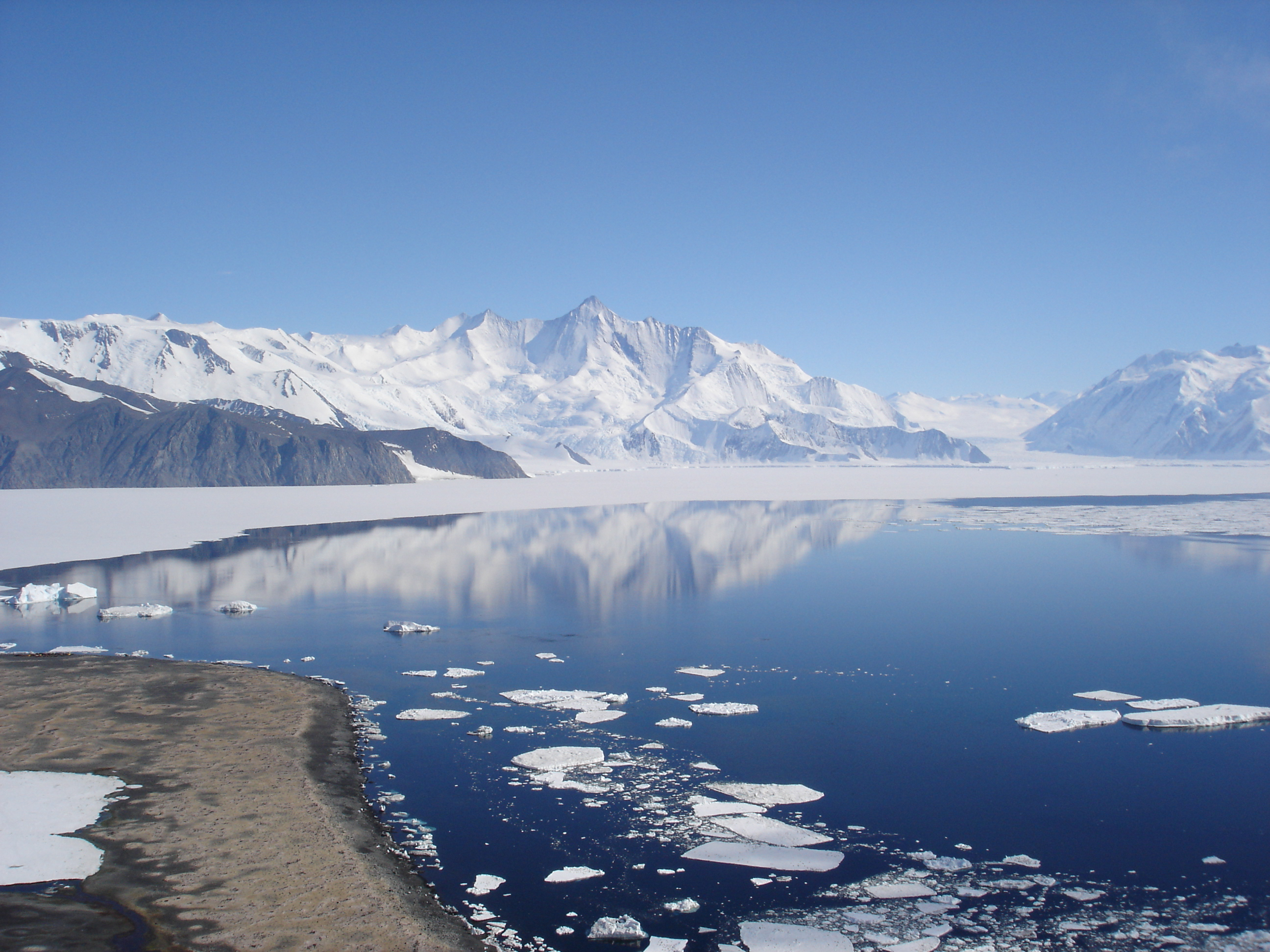
Vue du mont Herschel dans la chaîne de l'Amirauté, depuis le cap Hallett.

En 1976-1977, les alpinistes renommés Walter Bonatti, membre du programme antarctique italien, et le Néo-zélandais Gary Ball réalisent les premières des Rucker (3 816 m), Hooker (3 800 m) et Giulia (3 650 m), ainsi que la seconde ascension du mont Lister, dans le chaînon de la Royal Society. Edmund Stump gravit le pic Grizzly (environ 2 200 m) et le Spectre des pics Organ Pipe (2 020 m) avec son frère Mugs en décembre 1980,,, puis le mont Zanuck (2 526 m) avec Paul Fitzgerald en 1987, tous situés dans la chaîne Gothic ; il réalise aussi les premières du mont Markham (4 351 m) dans le chaînon de la Reine-Elizabeth avec David Edgerton et Russell Korsch en 1985, et du mont McClintock (3 492 m), point culminant du chaînon Britannia. Paul Fitzgerald est probablement l'auteur de premières le plus prolifique dans la chaîne Transantarctique. Le mont Adam, second 4 000 de la chaîne de l'Amirauté, est gravi en 1981 par Bill Atkinson et Walt Fowlie, avec des passages cotés 6a+. En 1988, une équipe privée australienne dirigée par Greg Mortimer obtient une autorisation exceptionnelle de se rendre dans la chaîne Transantarctique à la seule fin de gravir le mont Minto, point culminant de la chaîne de l'Amirauté à 4 163 m d'altitude. Ils y parviennent le 18 février par l'arête sud mais doivent compter sur un hélicoptère de Greenpeace pour pouvoir opportunément reprendre la mer en raison des différents contretemps subis et de l'arrivée de la banquise.

## Activités

### Accès et alpinisme

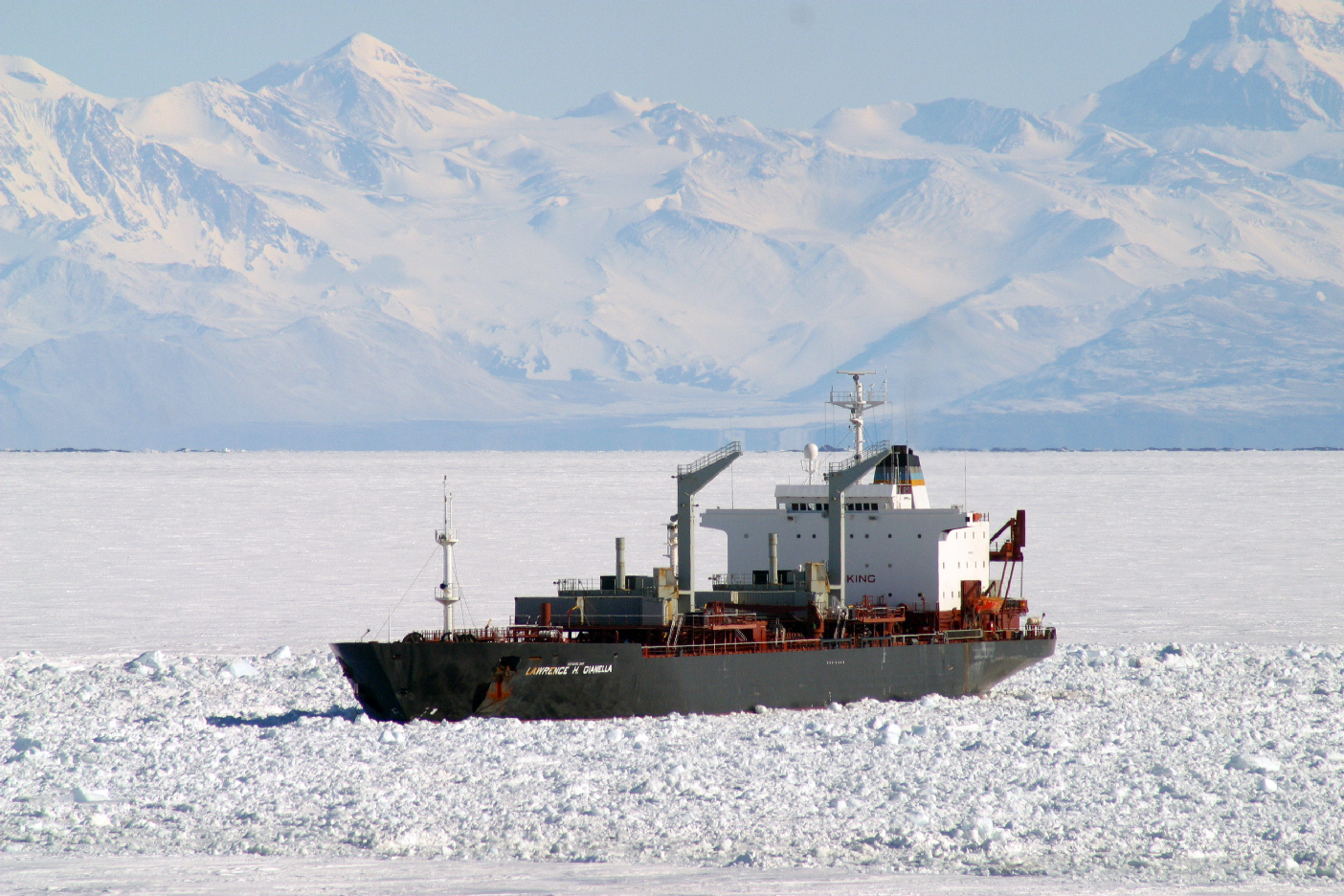
Vue du bateau citerne Lawrence H. Gianella, chargé du ravitaillement des bases McMurdo et Scott, dans le détroit de McMurdo, avec la chaîne Transantarctique en arrière-plan.

Les possibilités d'accès à la chaîne Transantarctique à des fins privées sont très limitées. Par la voie maritime, le débarquement et le rembarquement d'une expédition sont possibles par hélicoptère, dont le transport nécessite toutefois un navire suffisamment grand. Le coût peut en être assumé par des passagers plus nombreux mais avec des projets souvent incompatibles. De ce point de vue, un yacht offre plus de souplesse mais les possibilités d'accostage sont restreintes et, en fonction du but fixé, cet inconvénient peut allonger la durée de l'expédition et accroître la quantité de provisions nécessaires. De plus, les personnes restant à bord sont soumises à l'isolement et doivent rester vigilantes vis-à-vis des icebergs. Dans tous les cas, le voyage depuis la Nouvelle-Zélande ou l'Australie vers la mer de Ross reste long et cher, ce qui incite à réduire la durée de l'expédition. En outre, la banquise rend les eaux navigables en général uniquement de fin décembre à mi-février, ce qui laisse une fenêtre trop courte pour une expédition à l'intérieur des terres. L'accès aux bases scientifiques McMurdo et Scott n'a jamais été autorisé à des expéditions privées.

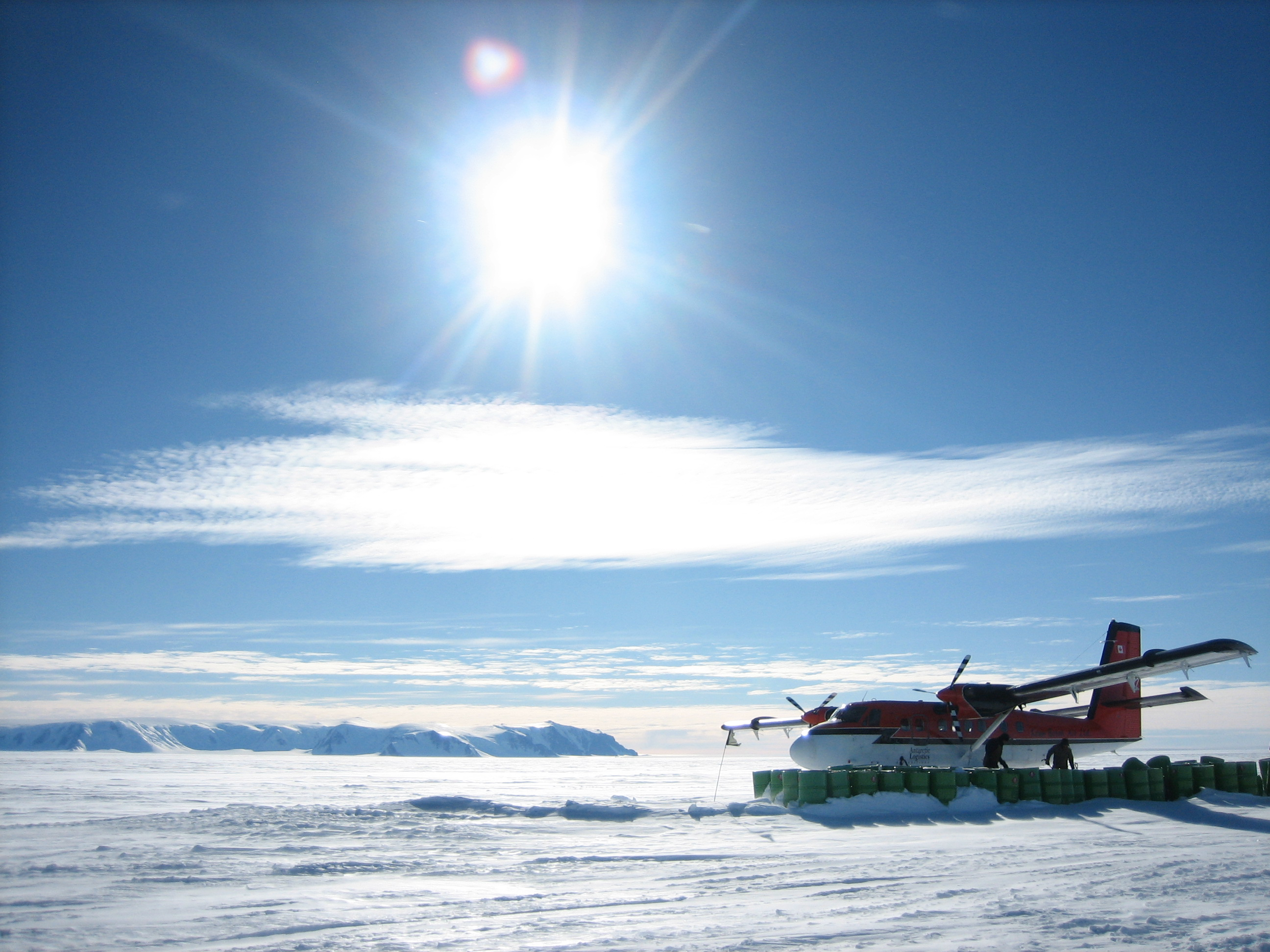
Vue du dépôt de carburant de la chaîne Thiel.

Depuis 1967, l'United States Antarctic Program interdit en général l'usage de ses pistes d'atterrissage. Un vol vers la partie méridionale de la chaîne Transantarctique n'est pas possible sans ravitaillement pour un avion privé et nécessite l'organisation préalable de dépôts de carburant au sol, rendant la préparation complexe et coûteuse ; le moyen le plus simple serait de passer par le pôle Sud. En fait, à partir de là, une des solutions envisageables serait de se servir des vents favorables pour se déplacer en snowkite, se rendre vers les montagnes et finalement redescendre vers la plateforme de glace de Ross. Autrement, par la voie aérienne, la solution la plus efficace demeure l'utilisation des hélicoptères de la base privée de Patriot Hills, dans les monts Ellsworth, qui permettent d'atteindre la chaîne de la Reine-Maud.

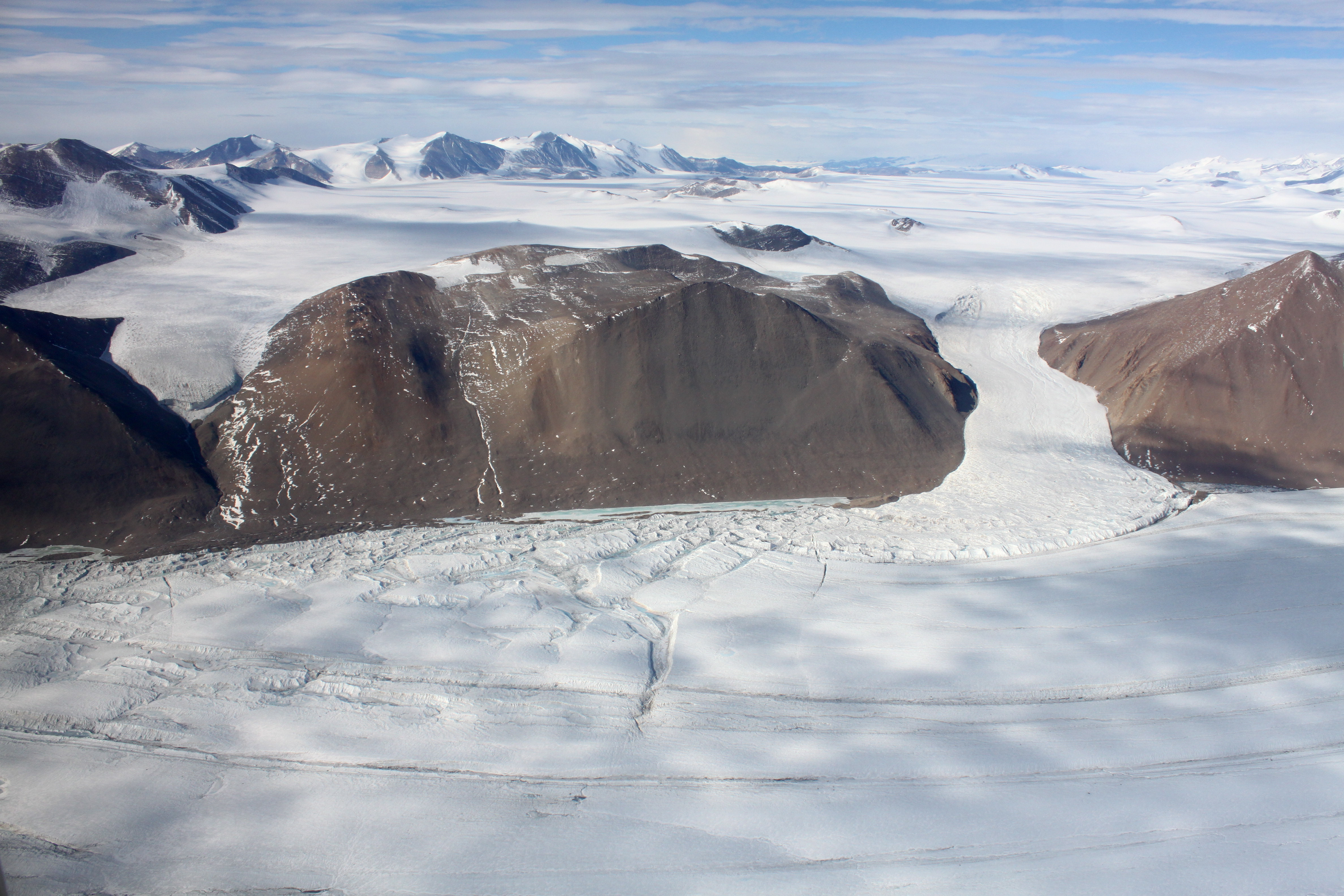
Vue du glacier Overflow descendant du chaînon de la Royal Society et confluant avec le glacier Ferrar.

Les sommets de la chaîne Transantarctique sont globalement moins rocheux et moins pentus que les sommets du massif Sentinel ; ils présentent un intérêt essentiellement en ski de montagne. Le mont Elizabeth, deuxième plus haut sommet de la chaîne, est toujours vierge. Plus largement, les voies restant potentiellement à ouvrir sont innombrables.

### Protection environnementale

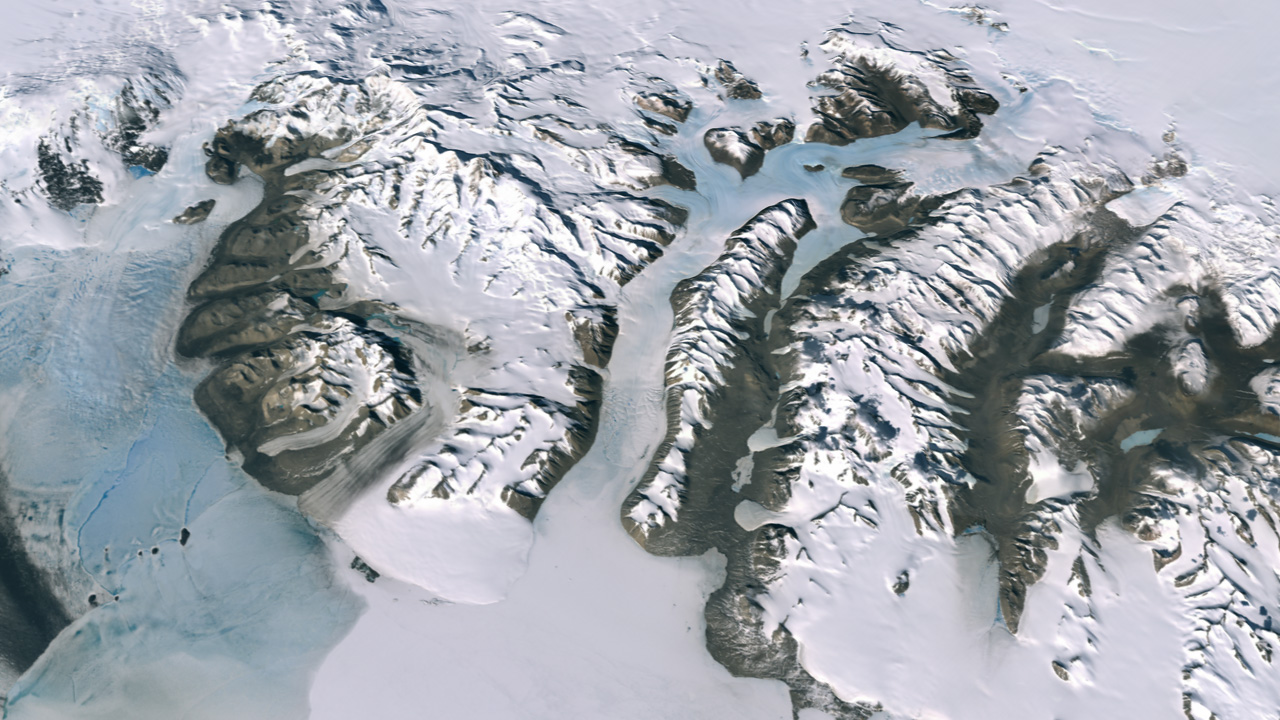
Vue aérienne du glacier Ferrar (au centre), avec le chaînon de la Royal Society (à gauche) et les vallées sèches de McMurdo (à droite).

Une zone gérée spéciale (ZGSA), dite « vallées sèches de McMurdo, terre Victoria du Sud », se trouve dans la chaîne Transantarctique. Elle est caractérisée par la plus grande zone libre de glace en Antarctique, avec approximativement 30 % de la surface dépourvue de neige et de glace. Elle possède une importante valeur scientifique et biologique, avec des glaces contenant le témoin du climat passé, alors que le climat actuel est analogue à celui de la Terre boule de neige et de Mars. Elle contient des micro-habitats et des communautés biologiques rares ainsi que des propriétés géologiques et des minéraux caractéristiques. C'est un environnement quasiment vierge, globalement non perturbé ni contaminé par la présence humaine. Le paysage, composé de hautes crêtes et de larges vallées, avec des contrastes entre des terrains libres de glace et ceux couverts de glaciers, présente une valeur esthétique. Les activités conduites dans la zone incluent des recherches scientifiques, comme des opérations en rapport avec les médias, l'art et l'éducation. La zone est ouverte aux touristes. Un site de recherche écologique à long terme est établi dans la vallée de Taylor.
La chaîne compte également dix-neuf zones spécialement protégées terrestres (ZSPA), dont dix dans l'archipel de Ross, et vingt-trois sites et monuments historiques (SMHA) : le « cap Adare, côte de Borchgrevink », qui inclut le SMHA des cabanes historiques de Carsten Borchgrevink ainsi que de la mission nord de Scott et leurs environs, géré par la Nouvelle-Zélande et le Royaume-Uni ; le « cap Hallett, terre Victoria du Nord, mer de Ross » ; la « pointe Edmonson, baie Wood, mer de Ross » ; la « baie Botany, cap Géologie, terre Victoria », qui inclut le SMHA de la maison de Granite, géré par la Nouvelle-Zélande et le Royaume-Uni ; les « vallées Barwick et Balham, terre Victoria du Sud » ; la « terrasse Linnaeus, chaîne Asgard, terre Victoria » ; le « glacier Canada, lac Fryxell, vallée Taylor, terre Victoria » ; la « partie inférieure du glacier Taylor et Blood Falls de la vallée Taylor, dans les vallées sèches de McMurdo en terre Victoria » ; l'« île Beaufort, détroit de McMurdo, mer de Ross » ; la « vallée New College, plage Caughley, cap Bird, île de Ross » ; la « baie Lewis, mont Erebus, île de Ross » ; les « zones géothermiques de haute altitude de la région de la mer de Ross » ; le « cap Royds, île de Ross » ; la « baie Backdoor, cap Royds, île de Ross », qui inclut le SMHA de la cabane historique de sir Ernest Shackleton et ses environs, géré par la Nouvelle-Zélande et le Royaume-Uni ; le « cap Evans, île de Ross », qui inclut les SMHA de la cabane historique Terra Nova du capitaine Robert Falcon Scott et ses alentours et de la croix sur la colline Wind Vane, gérés tous deux par la Nouvelle-Zélande et le Royaume-Uni ; le « cap Crozier, île de Ross », qui inclut les SMHA du panneau de messages historique de Discovery et de l'igloo de pierre de Wilson,, gérés tous deux par la Nouvelle-Zélande et le Royaume-Uni ; les « hauteurs Arrival, péninsule de Hut Point, île de Ross » ; la « pointe Hut, île de Ross », qui inclut le SMHA de la cabane Discovery du commandant Robert Falcon Scott, géré par la Nouvelle-Zélande et le Royaume-Uni ; et la « vallée Davis et étang Forlidas, massif Dufek, montagnes Pensacola ». Plusieurs de ces ZSPA sont notamment des aires de reproduction du Manchot Adélie (cap Adare, cap Hallett, vallée New College, cap Royds, cap Crozier) et du Manchot empereur (île Beaufort, cap Crozier).
Les autres SMHA dans la chaîne sont : la cabane Lillie Marleen dans la chaîne Concord, gérée par l'Allemagne ; la cache à messages de l'Antarctic dans les îles Possession, par la Nouvelle-Zélande et la Norvège ; la tombe de Nikolai Hansen au cap Adare, par la Nouvelle-Zélande et le Royaume-Uni ; la cache à messages de Scott sur l'île Coulman, par ces deux mêmes pays ; la glacière de l'île Inexpressible, par la Nouvelle-Zélande, l'Italie et le Royaume-Uni ; le dépôt de vivres de la moraine Porte de l'Enfer sur cette même île, par la Nouvelle-Zélande et le Royaume-Uni ; le camp E et le camp sommital de l'expédition Terra Nova sur le mont Erebus, gérés tous deux par le Royaume-Uni, la Nouvelle-Zélande et les États-Unis ; la croix sur ce même sommet, gérée par la Nouvelle-Zélande ; la plaque commémorant la centrale nucléaire PM-3A et le monument à Richard E. Byrd à la base antarctique McMurdo, gérés par les États-Unis ; la cabane A à la base Scott, gérée par la Nouvelle-Zélande ; la croix d'Observation Hill, par la Nouvelle-Zélande et le Royaume-Uni ; la croix de George Vince à la pointe Hut, par ces deux mêmes pays ; et le cairn d'Amundsen dans la chaîne de la Reine-Maud, par la Norvège.

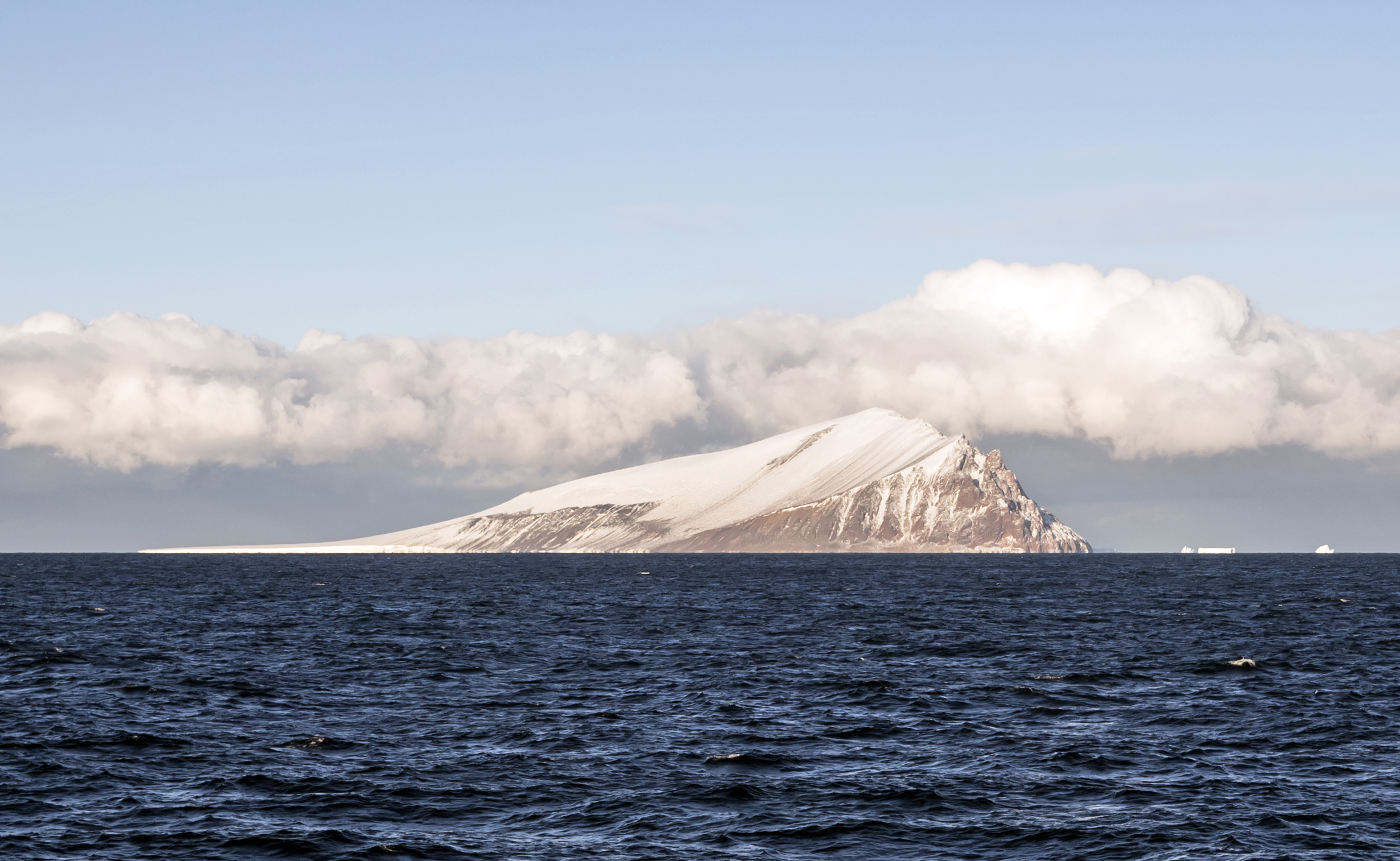
Vue de l'île Beaufort (ZSPA).
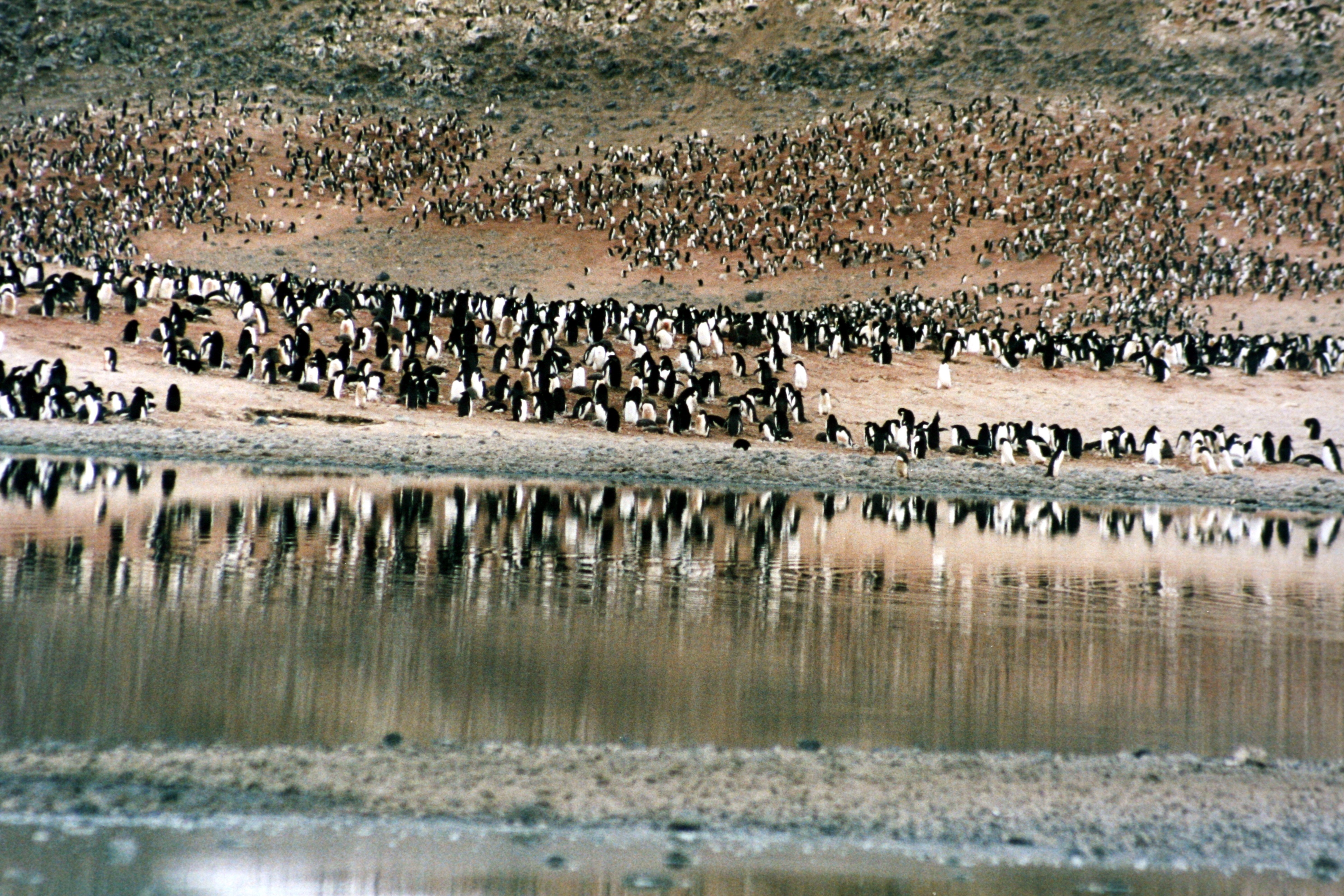
Vue d'une aire de reproduction du Manchot Adélie au cap Adare (ZSPA).
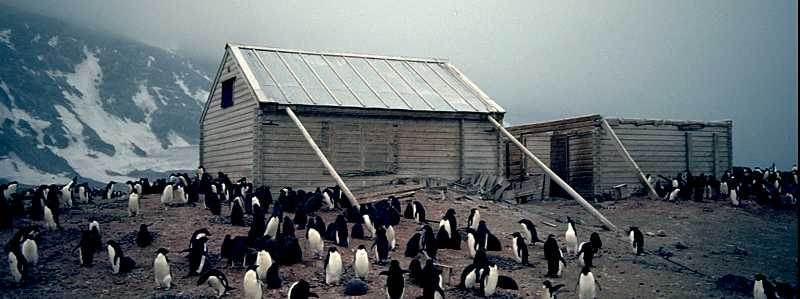
Vue de la cabane Borchgrevink au cap Adare (SMHA) et colonie de Manchots Adélie.
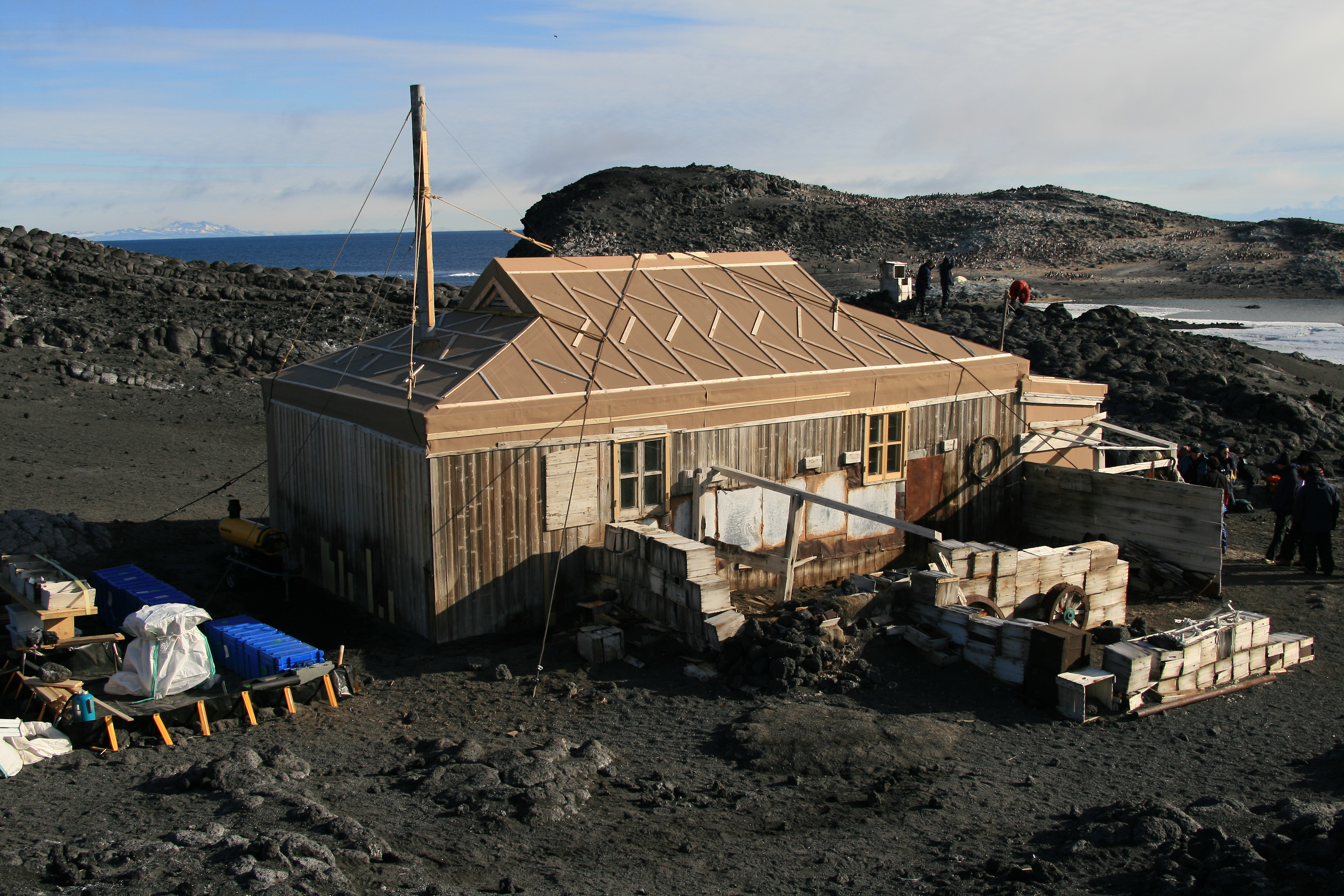
Vue de la cabane d'Ernest Shackleton au cap Royds (SMHA).
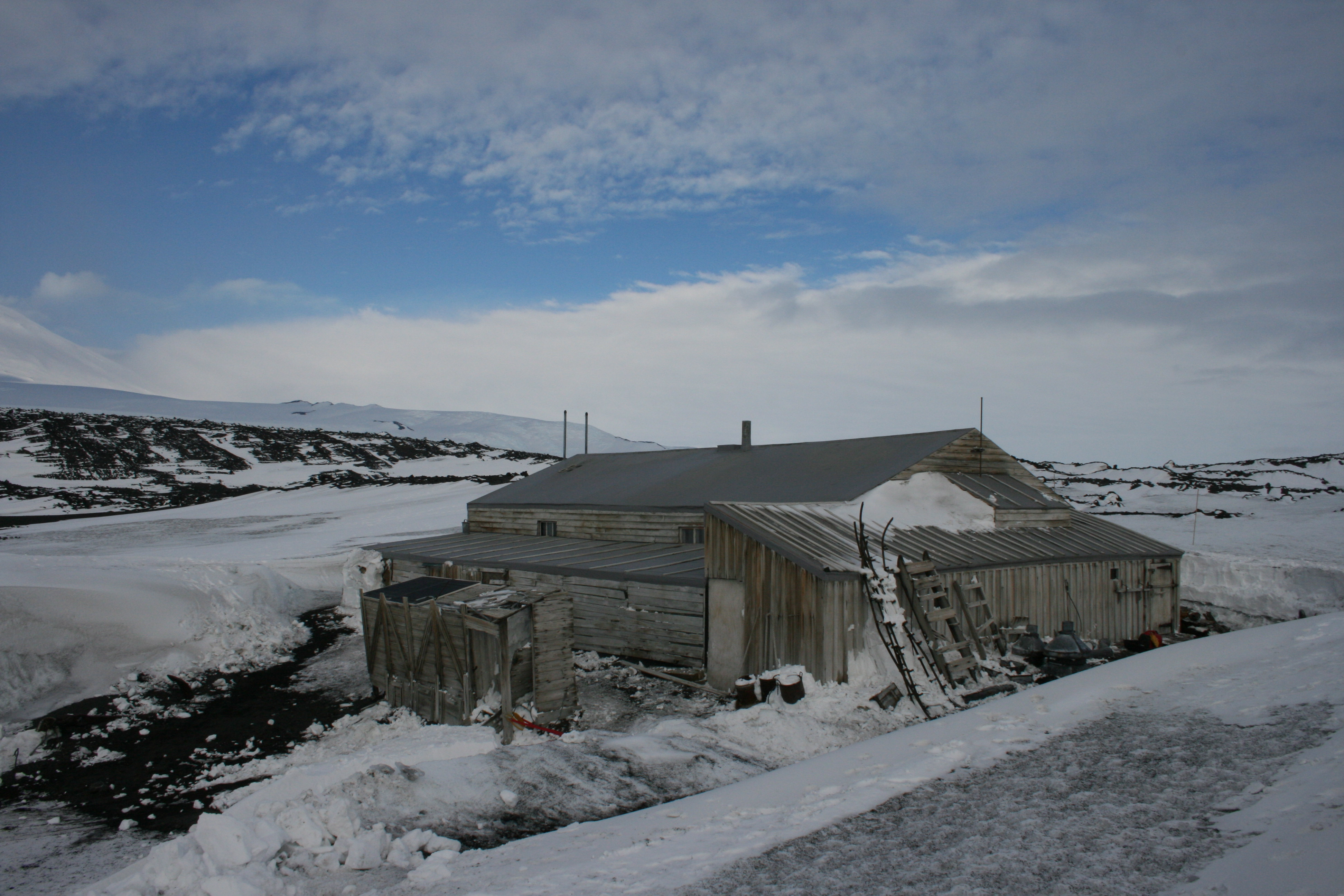
Vue de la cabane Terra Nova au cap Evans (SMHA).
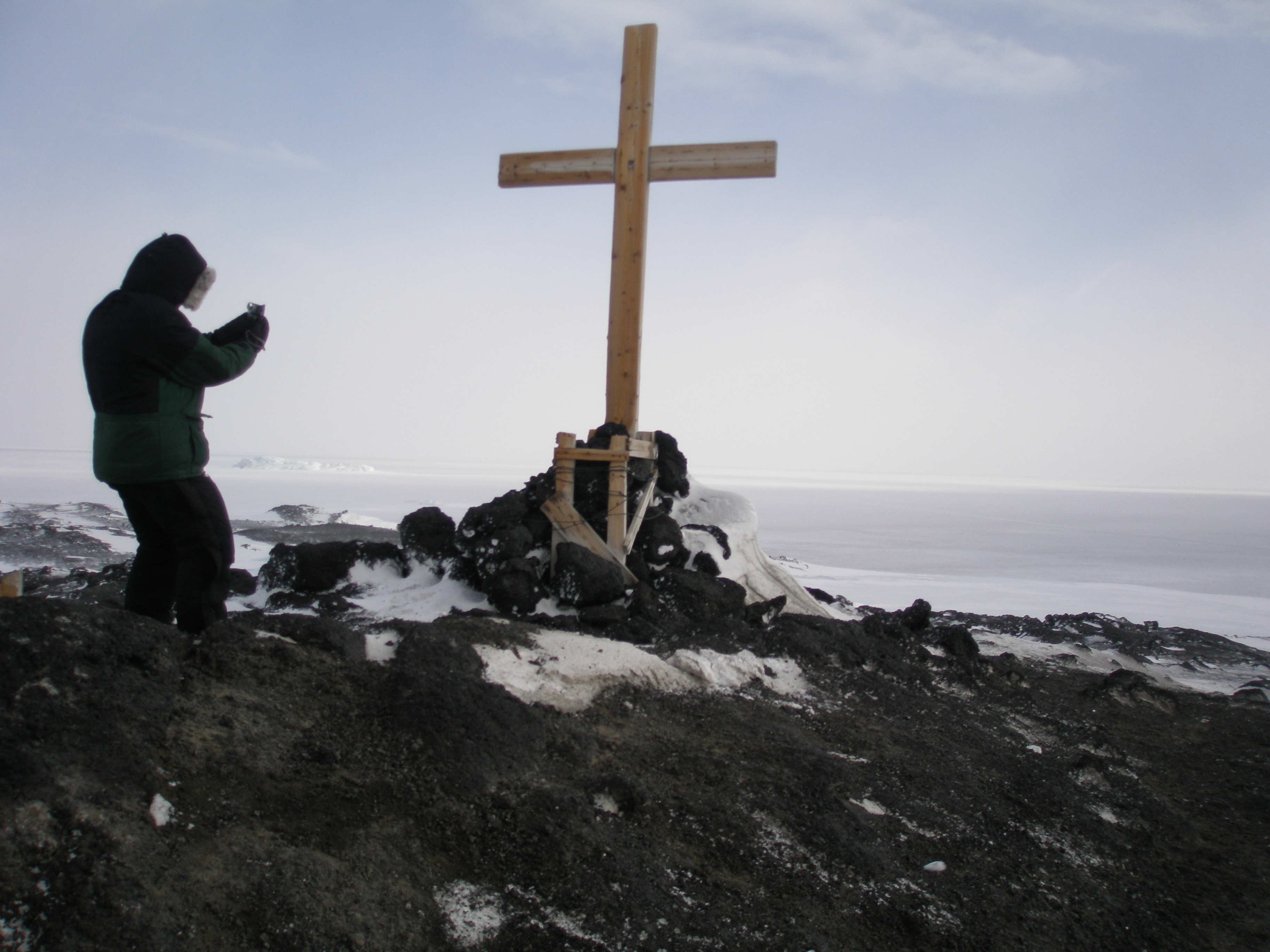
Vue de la croix sur la colline Wind Vane au cap Evans (SMHA).
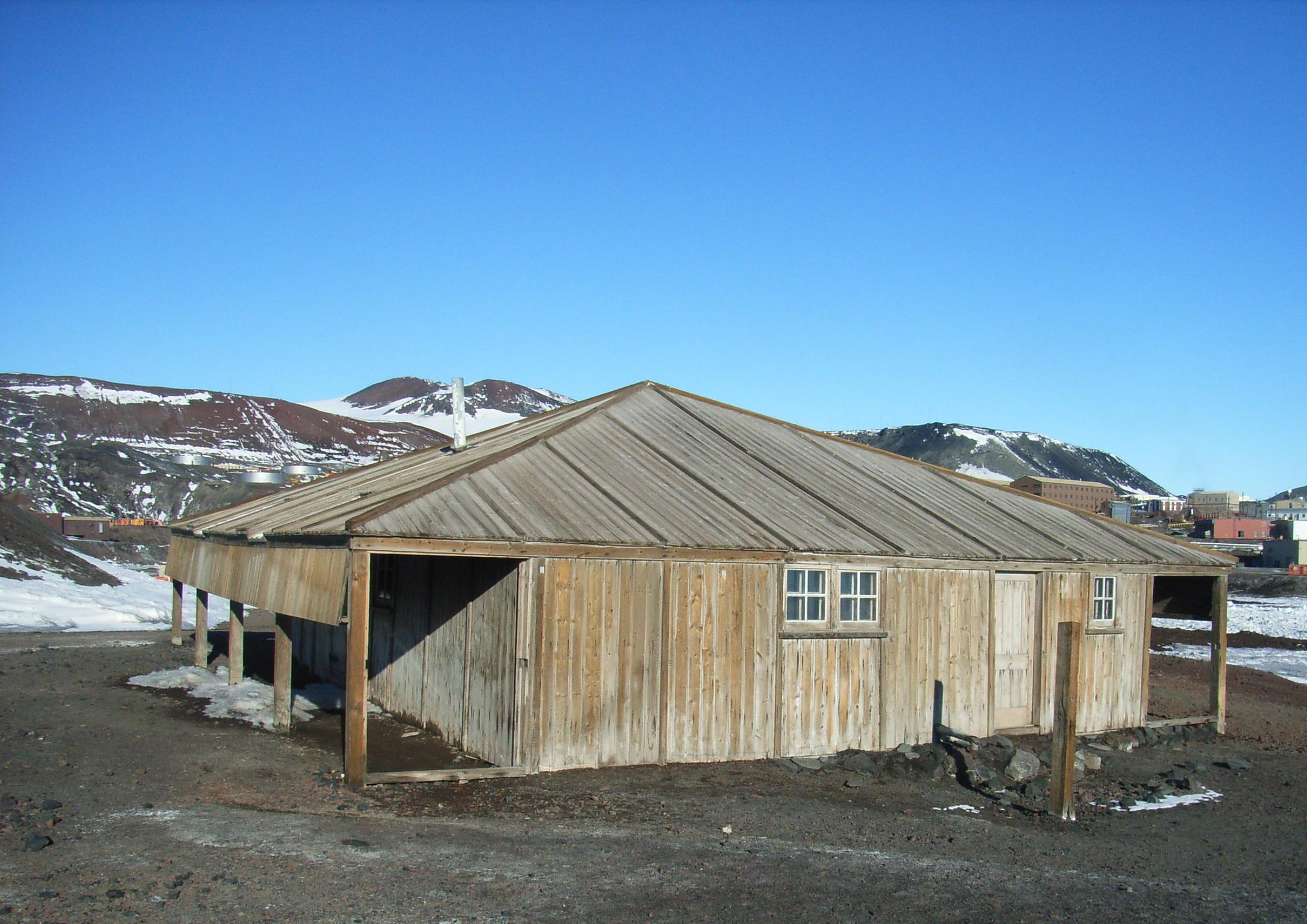
Vue de la cabane Discovery de Robert Falcon Scott à la pointe Hut (SMHA).
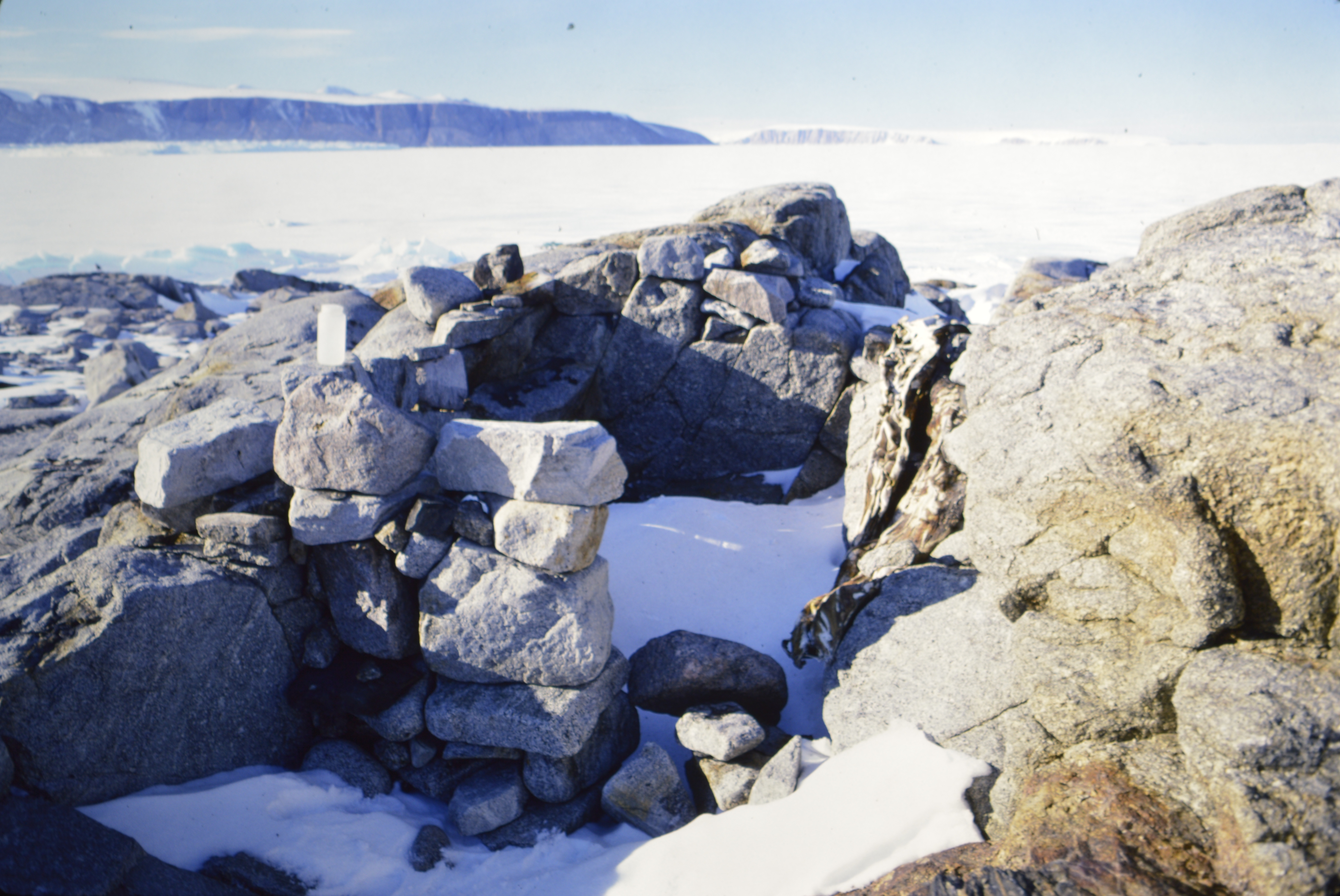
Vue de la maison de Granite à la baie Botany (SMHA).
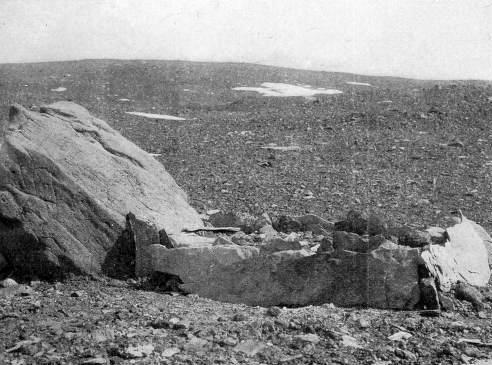
Vue de la tombe de Nikolai Hansen au cap Adare (SMHA).
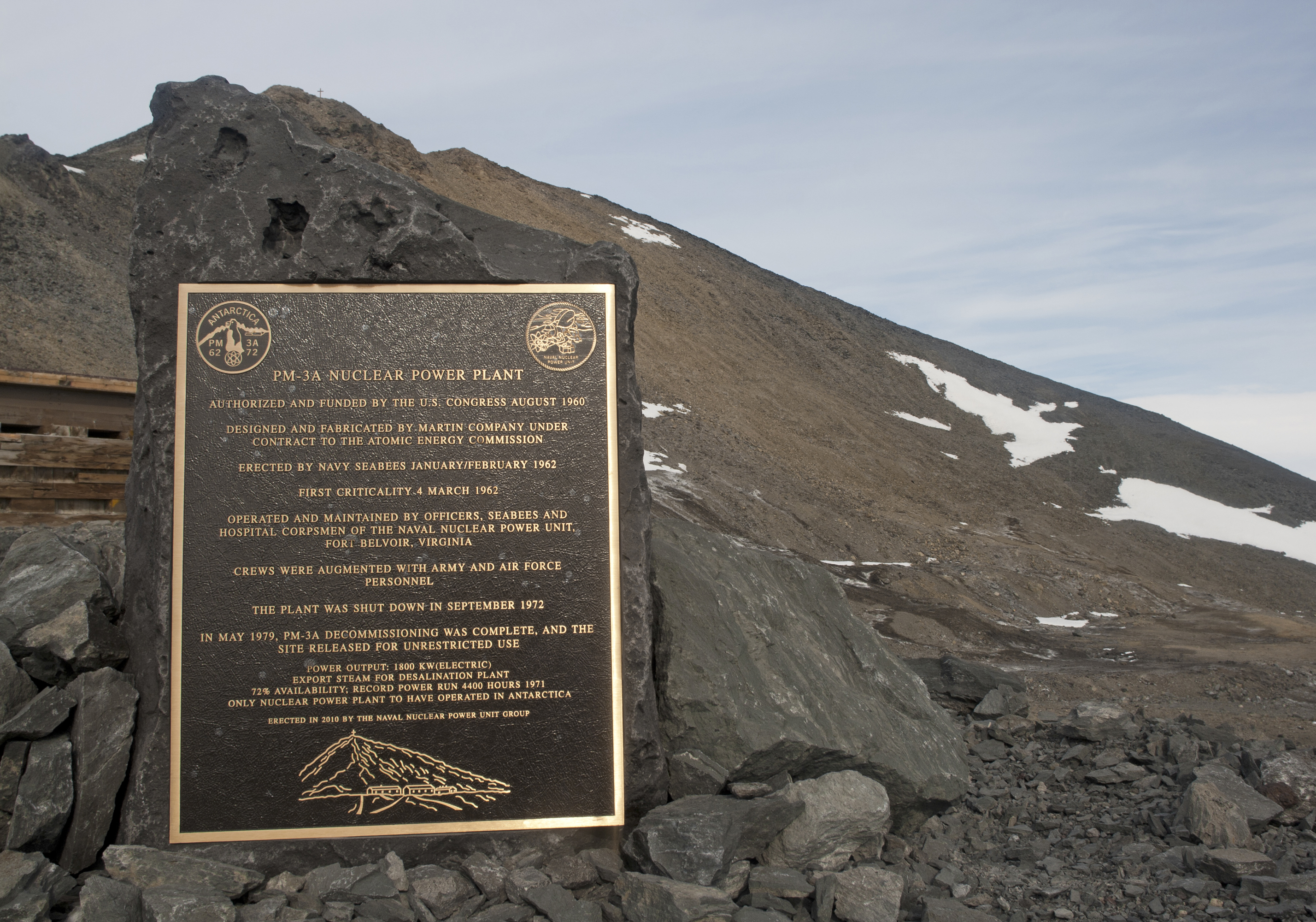
Vue de la plaque commémorant la centrale nucléaire PM-3A à la base antarctique McMurdo (SMHA).
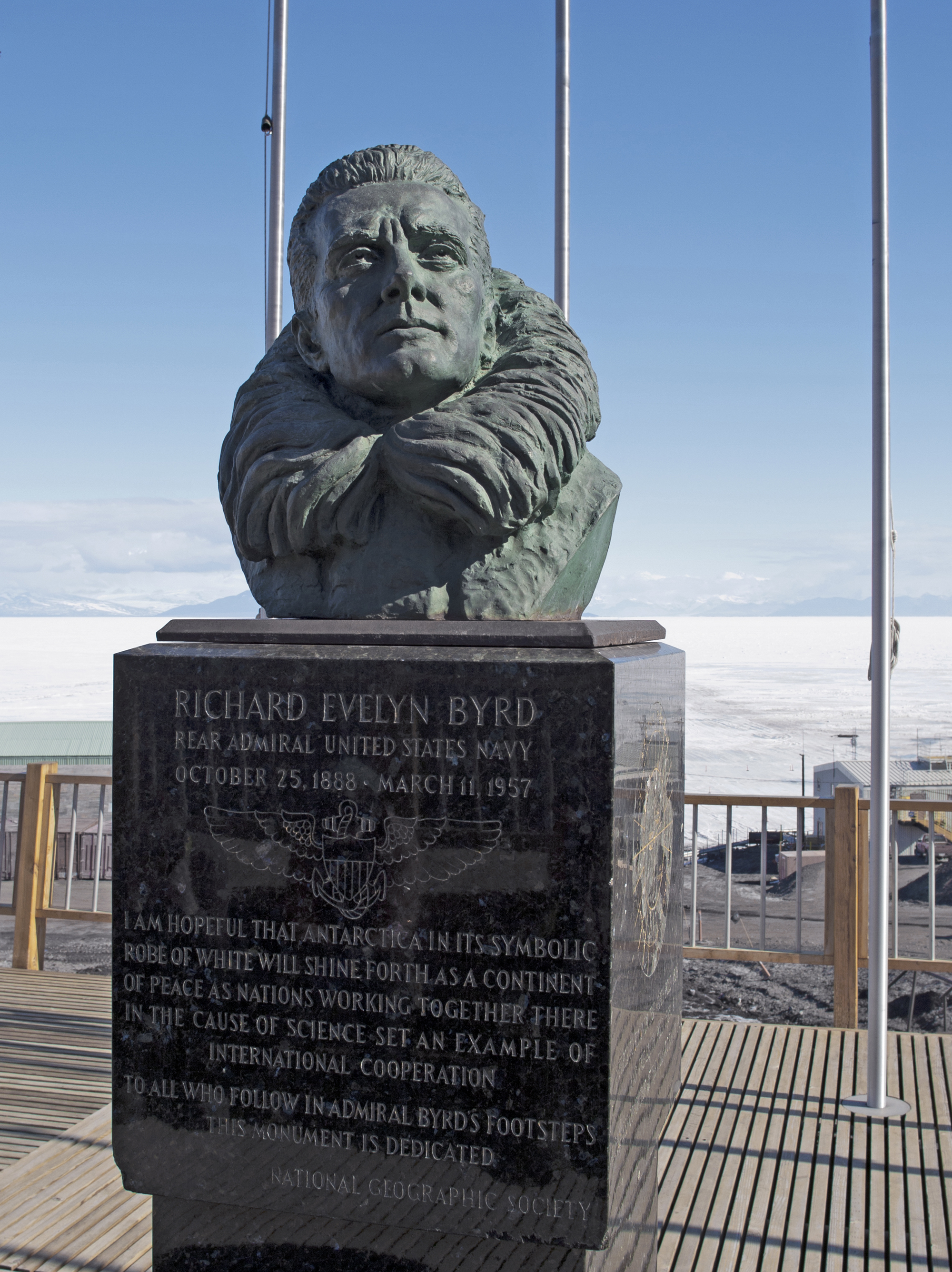
Vue du monument à Richard E. Byrd à la base McMurdo (SMHA).
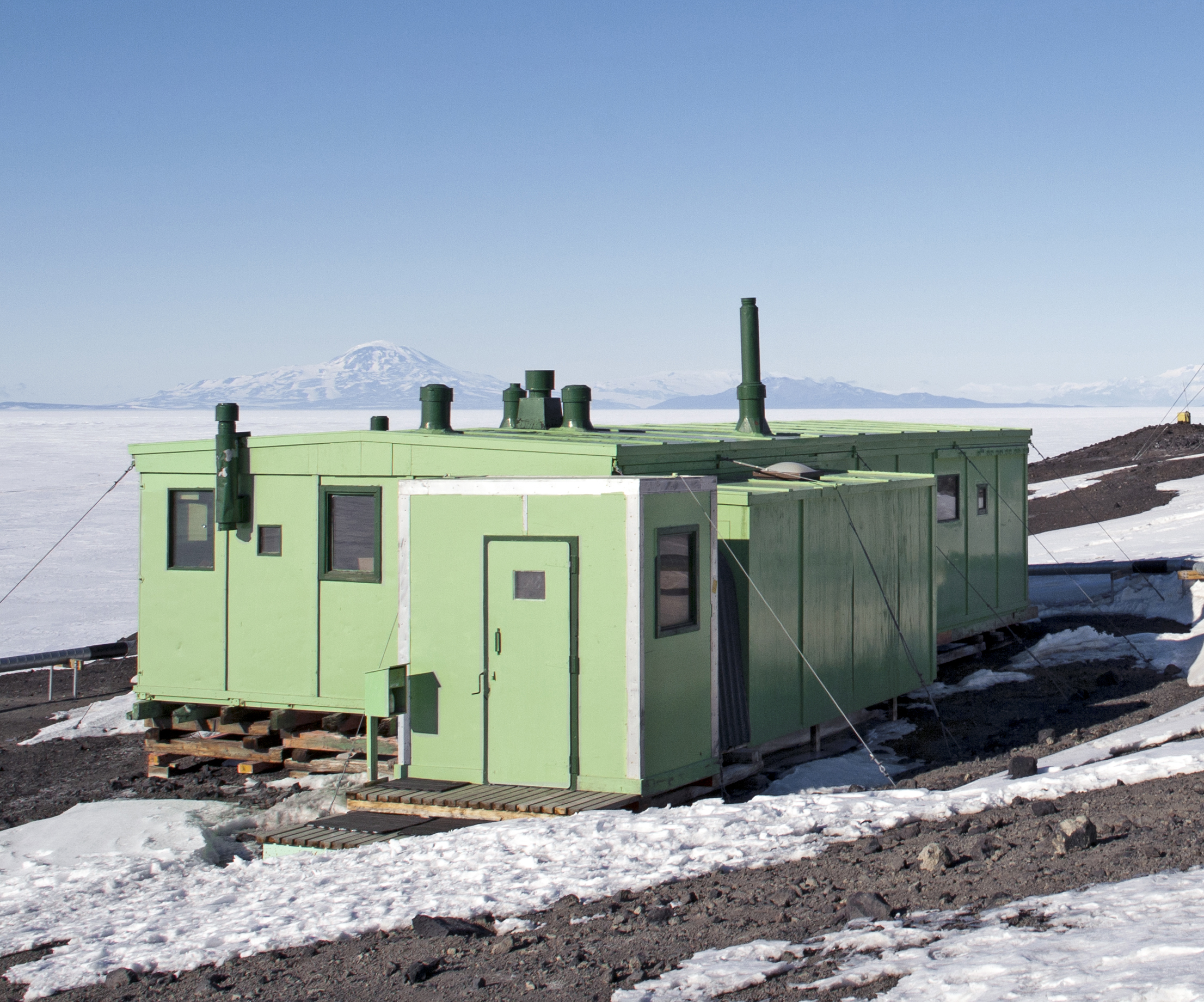
Vue de la cabane A à la base Scott (SMHA) avec le mont Discovery en arrière-plan.
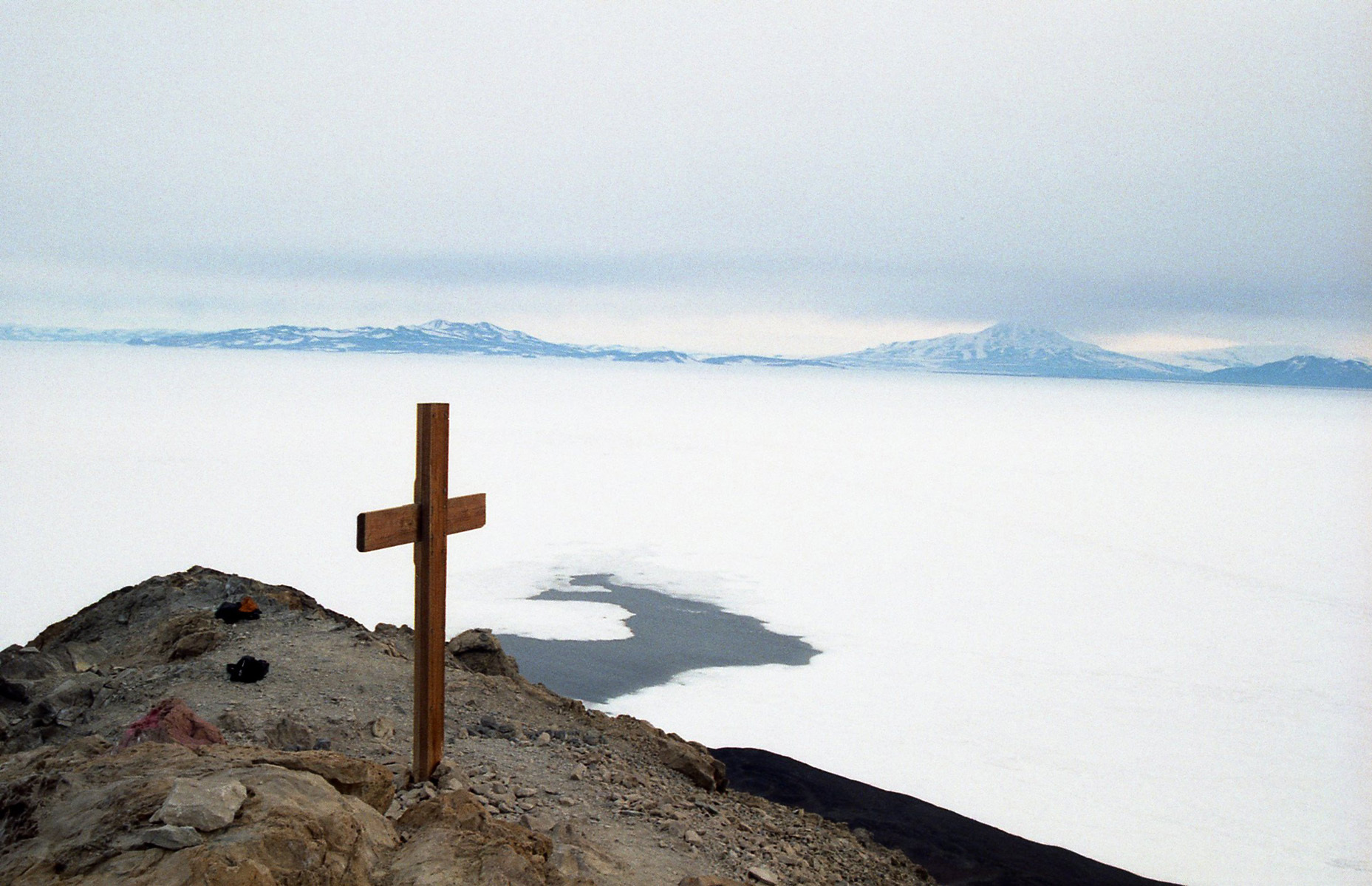
Vue de la croix d'Observation Hill (SMHA).
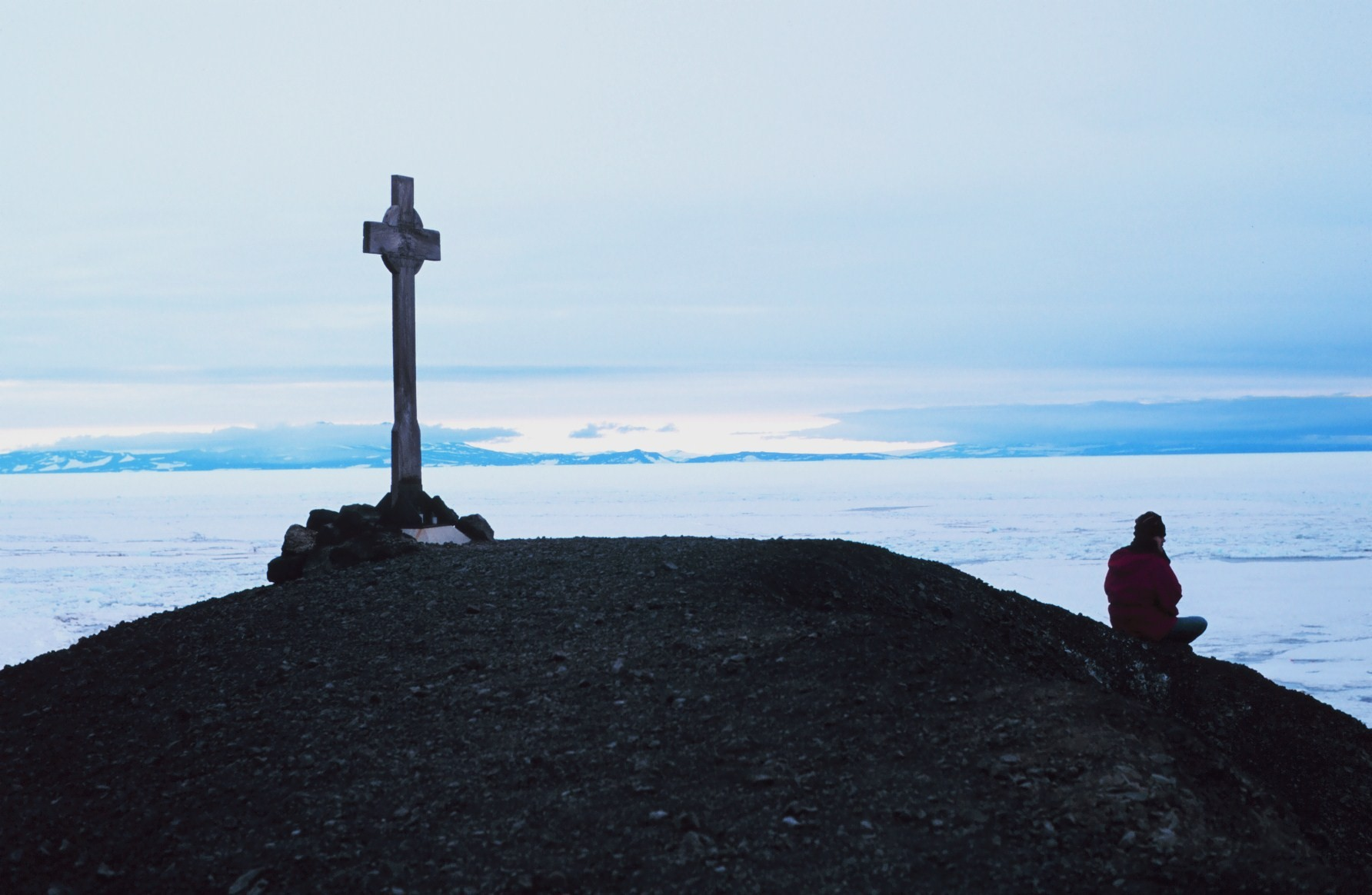
Vue de la croix de George Vince à la pointe Hut (SMHA).